# Marea rosa
Marea rosa (o vuelta hacia la izquierda, ola socialdemócrata, marea roja) es una expresión utilizada en los análisis políticos para describir el auge de la izquierda política en la primera década del siglo XXI en Iberoamérica. Según el historiador Fabricio Pereira da Silva, «la llamada marea rosa comenzó en 1998 con la elección de Hugo Chávez en Venezuela, y siguió con el arribo al gobierno de candidatos de izquierda o centroizquierda en casi todos los países de América del Sur (con la excepción de Colombia) y en diversos países de América Central».Los partidos de izquierdas que llegaron entonces al poder estaban agrupados en el Foro de São Paulo.
En el año 2005, la BBC reportó que, de los 350 millones de sudamericanos, tres cuartas partes vivían en países con «presidentes que se inclinan por la izquierda, elegidos durante los seis años precedentes.» Según la BBC, «otro elemento común de la marea rosa es la clara ruptura con el Consenso de Washington de comienzos de la década de 1990, la mezcla de mercados abiertos y privatizaciones impulsada por los Estados Unidos». Se ha referido a los países iberoamericanos pertenecientes a esta tendencia ideológica como «naciones de la Marea Rosa» (Pink Tide nations).
El origen del término se remonta a una frase de Larry Rohter, un reportero del New York Times en Montevideo, quien caracterizó la elección en 2004 de Tabaré Vázquez como presidente de Uruguay como «no tanto una marea roja… más bien una rosa.» El término parece ser un juego de palabras basado en reemplazar el rojo —color asociado al comunismo– en «marea roja» por el tono más suave «rosa», para indicar el aumento de fuerzas de ideas socialistas más moderadas.
A la «marea rosa» siguió la «ola conservadora», fenómeno político que tuvo lugar en la década de 2010 como reacción directa a la etapa anterior, tras eventos como el golpe de Estado en Honduras y la crisis política en Paraguay, así como el inicio de la crisis en Venezuela, las protestas en Nicaragua y la renuncia de Evo Morales en Bolivia.
En la década de 2020 se produjo un resurgimiento de la «marea rosa» con los cambios producidos en 2018 en México y en 2019 en Argentina, ampliado en 2020 en Bolivia, en 2021 en Perú,Honduras y Chile, en 2022 en Colombiay Brasil, en 2023 en Guatemala y en 2024 nuevamente en México y en Uruguay.

## Antecedentes
Durante la Guerra Fría, se eligieron una serie de gobiernos de izquierda en América Latina. Estos gobiernos enfrentaron golpes de Estado patrocinados por el gobierno de los Estados Unidos como parte de su interés geoestratégico en la región: golpe de Estado en Guatemala de 1954, golpe de Estado en Brasil de 1964, golpe de Estado en Chile de 1973 y golpe de Estado en Argentina de 1976, entre otros. Todos estos golpes fueron seguidos por dictaduras militares de derecha respaldadas y patrocinadas por Estados Unidos como parte de la Operación Cóndor del gobierno de Estados Unidos.
Estos regímenes autoritarios cometieron diversas violaciones de derechos humanos, entre ellas detenciones ilegales de opositores políticos, sospechosos de serlo y/o sus familiares, torturas, violaciones, desapariciones y trata de niños. A fines de la década de 1970 y hasta principios de la década de 1990, a medida que estos regímenes comenzaron a declinar debido a la presión internacional y al clamor interno de la población en los Estados Unidos por su participación en las atrocidades, que obligó a Washington a renunciar a su apoyo, nuevos procesos democráticos comenzaron.
Con la excepción de Costa Rica, prácticamente todos los países latinoamericanos tuvieron al menos una experiencia de una dictadura apoyada por Estados Unidos:
- Jorge Rafael Videla en Argentina.
- Hugo Banzer en Bolivia.
- Artur da Costa e Silva en Brasil
- Augusto Pinochet en Chile.
- Gustavo Rojas Pinilla en Colombia.
- Fulgencio Batista en Cuba.
- Guillermo Rodríguez Lara en Ecuador.
- Jaime Abdul Gutiérrez en El Salvador.
- Carlos Castillo Armas en Guatemala.
- François Duvalier en Haití.
- Tiburcio Carías Andino en Honduras.
- El Partido Revolucionario Institucional en México.[23]
- La familia Somoza en Nicaragua.
- Manuel Antonio Noriega en Panamá.
- Alfredo Stroessner en Paraguay.
- Manuel Odría en Perú.
- Rafael Trujillo en República Dominicana.
- Juan María Bordaberry en Uruguay.
- Marcos Pérez Jiménez en Venezuela.

Esto ha generado un fuerte sentimiento antiestadounidense en amplios sectores de la población.

## Historia

### Surgimiento: Década de 1990 y 2000
Luego de la tercera ola de democratización en la década de 1980, la institucionalización de la competencia electoral en Iberoamérica abrió la posibilidad de que la izquierda ascendiera al poder. Durante gran parte de la historia de la región, la contienda electoral formal excluyó a los movimientos de izquierda, primero a través del sufragio limitado y luego a través de la intervención militar y la represión durante la segunda mitad del siglo XX. La caída del Muro de Berlín (1989) y el colapso de la Unión Soviética (1991) cambiaron el entorno geopolítico: las fuerzas de izquierda en América Latina empezaron a analizar las consecuencias y el impacto que tenían dichos acontecimiento para el futuro resultando en la fundación del Foro de São Paulo en 1990 por el brasileño Partido de los Trabajadores, bajo los auspicios del régimen comunista de Cuba. Por otra parte, muchos movimientos revolucionarios desaparecieron y la izquierda adoptó los principios básicos del capitalismo. Como resultado, Estados Unidos ya no percibió a los gobiernos de izquierda como una amenaza a la seguridad, creando una apertura política para la izquierda. En la década de 1990, la izquierda aprovechó esta oportunidad para solidificar su base, postularse para cargos locales y ganar experiencia en el gobierno a nivel local.
A fines de la década de 1990 y principios de la de 2000, los intentos iniciales fallidos de la región con las políticas liberales de privatización, recortes en el gasto social y la inversión extranjera dejaron países con altos niveles de desempleo, inflación y creciente desigualdad. Durante este período, un número creciente de personas trabajaban en la economía informal y sufrieron inseguridad material, y los lazos entre las clases trabajadoras y los partidos políticos tradicionales se debilitaron, lo que resultó en un crecimiento de la protesta masiva contra los efectos sociales negativos de estas políticas, como los piqueteros en Argentina, o los movimientos indígenas y campesinos arraigados entre los cocaleros, cuyo activismo culminó en la Guerra de Gas en Bolivia de principios y mediados de la década de 2000. Las plataformas sociales de la izquierda, que se centraban en el cambio económico y las políticas redistributivas, ofrecieron una alternativa atractiva que movilizó a grandes sectores de la población de la región que votaron a los líderes izquierdistas en el cargo.

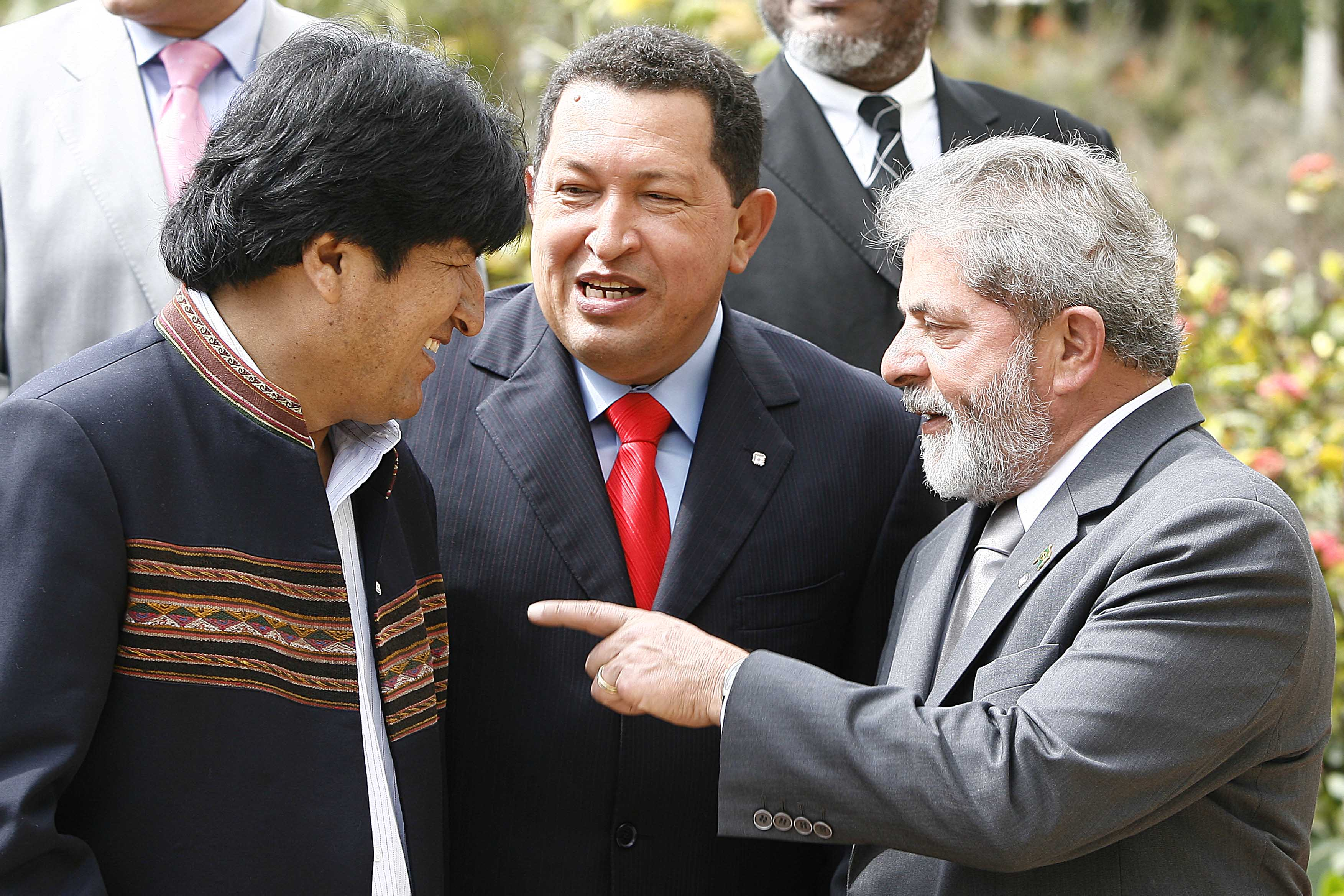
Evo Morales, Hugo Chávez y Lula (de izq. a dcha., en 2007) fueron «los tres mosqueteros» de la izquierda en América del Sur, según Cristina Fernández de Kirchner.

La «marea rosa» se inició entonces por la elección de Hugo Chávez en Venezuela en 1998, que se secundaría con las de Luiz Inácio Lula da Silva en Brasil (2002), Néstor Kirchner en Argentina (2003), Tabaré Vázquez en Uruguay (2004), Manuel Zelaya en Honduras (2005), Evo Morales en Bolivia (2005), Michelle Bachelet en Chile (2006), Rafael Correa en Ecuador (2006), Daniel Ortega en Nicaragua (2006), Cristina Fernández de Kirchner en Argentina (2007) y Fernando Lugo en Paraguay (2008). Las políticas nacionales de la izquierda en América Latina se encontraron divididas entre los estilos de Chávez y Lula, ya que Lula no solo se centró en los afectados por la desigualdad, sino que también atendió a las empresas privadas y al capital global.

#### Creación de la UNASUR y CELAC (2008 y 2010)

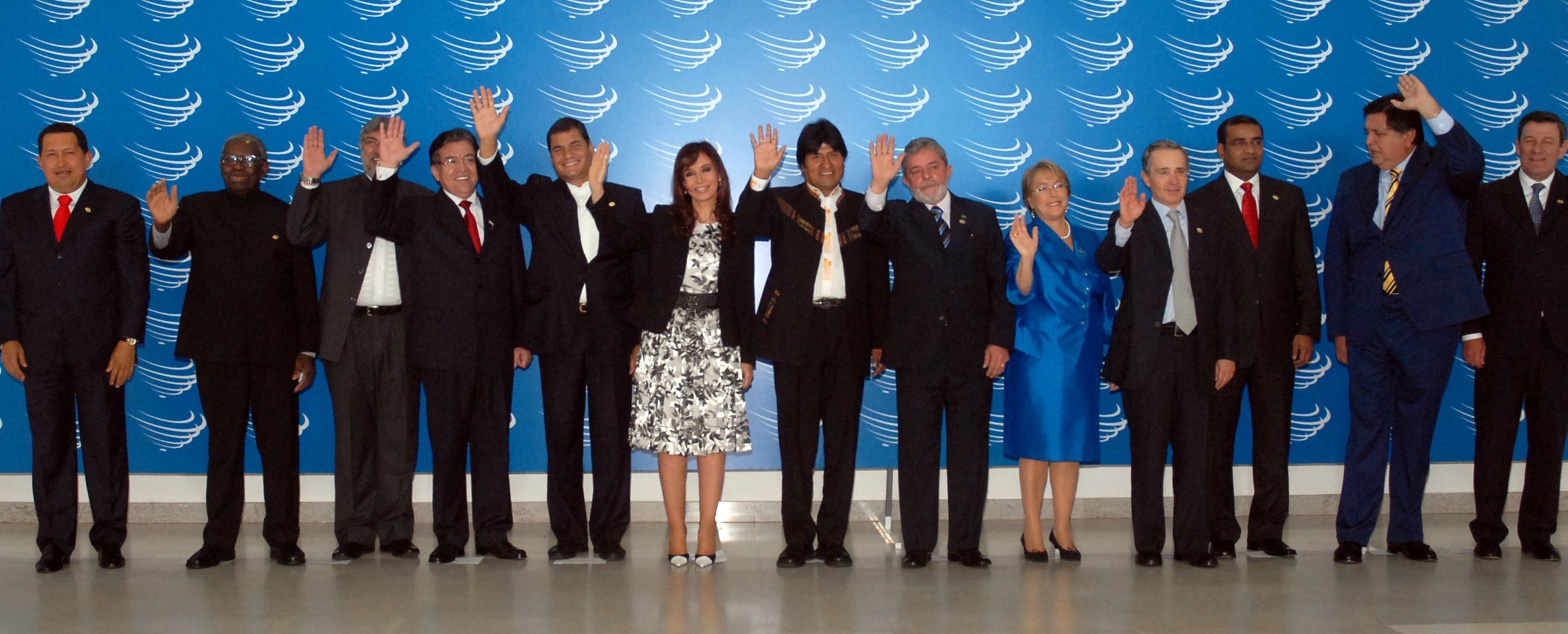
Dirigentes de la UNASUR (Brasilia, 2008)

La «marea rosa» se tradujo en el impulso de nuevos organismos de integración regional Latinoamérica como respuesta ante la propuesta de Estados Unidos de formar un área de libre comercio en la región y para contrarrestar la hegemonía de la Organización de los Estados Americanos (OEA, 1948): la Alianza Bolivariana para los Pueblos de Nuestra América-Tratado de Comercio de los Pueblos (ALBA) se creó en 2004, la Unión de Naciones Suramericanas (UNASUR) se constituyó en 2008 y la Comunidad de Estados Latinoamericanos y Caribeños (CELAC) se fundó en 2010.
Sin embargo, como lo señala el politólogo alemán Detlef Nolte, «a pesar de la retórica de algunos presidentes, no hubo un proyecto regional integral común durante la marea rosa. Por un lado, estaban los proyectos subregionales como el Mercosur, la Comunidad Andina, SICA y luego la Alianza del Pacífico. Hubo el proyecto regional ALBA iniciado por Cuba y Venezuela. Y luego UNASUR, que fue impulsada principalmente por Brasil como un proyecto regional, pero al cual también se sumaron los demás gobiernos sudamericanos con diferentes intereses y compromisos. Desde el principio, el proyecto neodesarrollista sudamericano de Brasil fue contestado por el proyecto antihegemónico del gobierno venezolano. El proyecto brasileño tenía un fuerte enfoque en el desarrollo económico y el comercio con el objetivo de insertarse de manera más ventajosa en la región y en la economía internacional».

### Auge y crecimiento de las materias primas
Con las dificultades que enfrentaban los mercados emergentes en todo el mundo en ese momento, los latinoamericanos se alejaron de la economía liberal y eligieron a líderes de izquierda que recientemente se habían vuelto hacia procesos más democráticos.  La popularidad de estos gobiernos de izquierda se basó en su capacidad para utilizar el auge de las materias primas de la década de 2000 para iniciar políticas populistas, como las utilizadas por el gobierno bolivariano en Venezuela. Según Daniel Lansberg, esto dio lugar a "altas expectativas públicas con respecto al continuo crecimiento económico, los subsidios y los servicios sociales". Con China convirtiéndose en una nación más industrializada al mismo tiempo y requiriendo recursos para su creciente economía, se aprovechó de las tensas relaciones con Estados Unidos y se asoció con los gobiernos de izquierda en América Latina.  
A medida que los precios de las materias primas bajaron en la década de 2010, junto con el gasto excesivo en asistencia social con pocos ahorros por parte de los gobiernos de la marea rosa, las políticas se volvieron insostenibles y los partidarios se desencantaron, lo que finalmente llevó al rechazo de los gobiernos de izquierda. Los analistas afirman que tales políticas insostenibles fueron más evidentes en Argentina, Brasil, Ecuador y Venezuela, que recibieron fondos chinos sin ninguna supervisión. Como resultado, algunos estudiosos han afirmado que el ascenso y descenso de la marea rosa fue "un subproducto de la aceleración y decadencia del ciclo de las materias primas".
Algunos gobiernos de la marea rosa, como Bolivia, Ecuador y Venezuela, supuestamente ignoraron las sanciones internacionales contra Irán, permitiendo al gobierno iraní el acceso a fondos sin pasar por las sanciones, así como a recursos como el uranio para el programa nuclear iraní.

### Declive: Década de 2010

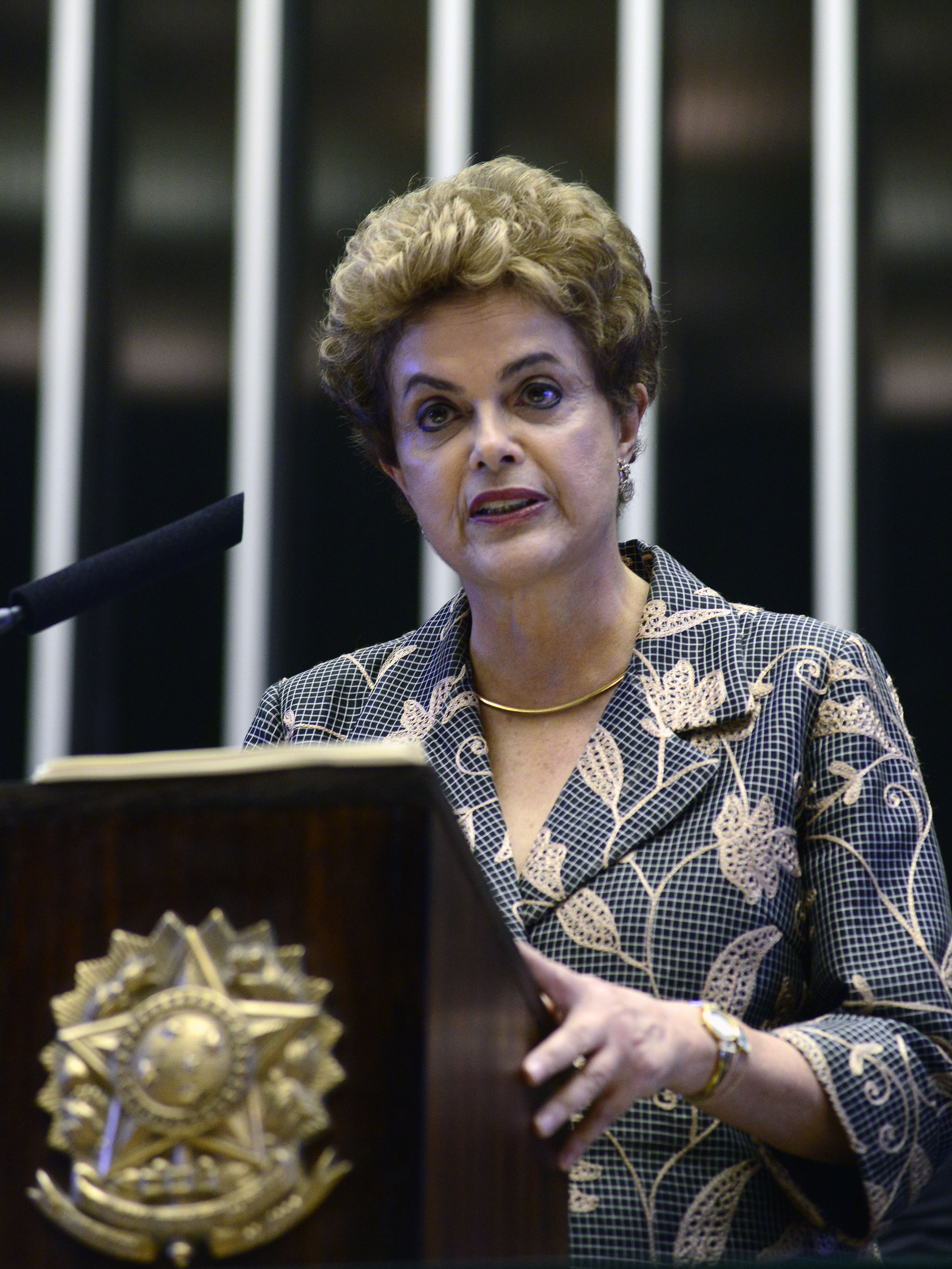
El Proceso de destitución de Dilma Rousseff dio lugar a la ola conservadora en la década de 2010.

El gobierno de Estados Unidos dijo que Chávez tenía "sueños de dominación continental", era una amenaza para su propio pueblo. Según Michael Reid en un artículo publicado en la revista Foreign Affairs del Consejo de Relaciones Exteriores, la influencia regional de Chávez alcanzó su punto máximo en 2007 y el interés en él disminuyó después de que la dependencia de Venezuela de los ingresos petroleros la llevó a una crisis económica y se volvió cada vez más autoritario.
El 5 de marzo del 2013, Hugo Chávez fallece tras una infección respiratoria contraída después de una intervención quirúrgica por el cáncer que le aquejaba. Nicolás Maduro le sucedería en la presidencia. A consecuencia de la muerte de Chávez dejó al ala más radical sin un líder claro, ya que Nicolás Maduro no tenía la misma influencia internacional de su predecesor. Posteriormente el 25 de noviembre del 2016 fallecería Fidel Castro sin saberse las causas de su fallecimiento. Con la muerte de Chávez y Castro, la «marea rosa» se quedó sin sus dos mayores referentes ideológicos.
A mediados de la década de 2010, la inversión china en América Latina también había comenzado a disminuir, especialmente después de la turbulencia del mercado bursátil chino de 2015-16. En 2015, el alejamiento de la izquierda se hizo más pronunciado en América Latina, con The Economist diciendo que la marea rosa había disminuido y Vice News afirmando que 2015 fue «el año en que cambió la 'marea rosa'». En las elecciones presidenciales argentinas de 2015, el candidato favorito de Cristina Fernández de Kirchner para la presidencia, Daniel Scioli, fue derrotado por su oponente de centroderecha Mauricio Macri, en un contexto de aumento de la inflación, reducciones en el PIB y caída de los precios de la soja, que es una exportación clave para el país, lo que provocó caídas en los ingresos públicos y el gasto social. El mismo año en Venezuela se celebraron elecciones parlamentarias, las cuales fueron ganadas por la oposición, lo que significo la primera derrota electoral del Chavismo en 17 años.
Después del estallido del escándalo de Caso Odebrecht, escándalo de corrupción que involucró a diversos mandatarios latinoamericanos con la constructora brasileña Odebrecht que fue acusada de realizar cohecho. Esto provocó el comienzo de un juicio político a la presidenta brasileña Dilma Rousseff, que culminó con su destitución del cargo. En Ecuador, el sucesor del presidente saliente Rafael Correa fue su vicepresidente, Lenín Moreno, quien obtuvo una estrecha victoria en las elecciones presidenciales de 2017, una victoria que recibió una reacción negativa de la comunidad empresarial en el país y en el extranjero: sin embargo, después de su elección, Moreno cambió sus posiciones hacia la derecha, lo que resultó en que Correa tildara a su excoideario como «un traidor» y «un lobo con piel de cordero».
En Venezuela estalló una grave crisis marcada por la hiperinflación, el aumento de la pobreza y la delincuencia, esto provocó grandes manifestaciones en 2014, 2017 y 2019. En 2018, en Nicaragua, estalló una serie de protestas contra el gobierno de Daniel Ortega por las reformas que se iban a aplicar en el sistema de seguro social. Ambos gobiernos son considerados como regímenes autoritarios por The Economist.
En 2016, el declive de la marea rosa vio el surgimiento de una "nueva derecha" en América Latina, con The New York Times afirmando que "las murallas izquierdistas de América Latina parecen estar desmoronándose debido a la corrupción generalizada, una desaceleración en la economía de China y malas decisiones económicas", y el periódico elaboró que los líderes izquierdistas no diversificaron las economías. tenía políticas de bienestar insostenibles y hacía caso omiso de los comportamientos democráticos.  A mediados de 2016, la Harvard International Review declaró que "América del Sur, un bastión histórico del populismo, siempre ha tenido una inclinación por la izquierda, pero la predilección del continente por el asistencialismo insostenible podría estar acercándose a un final dramático".

### Resurgimiento: principios de la década de 2020
Algunos países, sin embargo, se opusieron a la tendencia y eligieron líderes más de izquierda, como México con la victoria electoral de Andrés Manuel López Obrador en las elecciones federales de 2018 y Argentina, donde el entonces presidente de centroderecha Mauricio Macri perdió la reelección contra su rival de centroizquierda Alberto Fernández en las elecciones generales de 2019. Este desarrollo se vio reforzado más tarde por la aplastante victoria del izquierdista Movimiento al Socialismo y su candidato presidencial Luis Arce en Bolivia en las elecciones generales de 2020. 
Al mismo tiempo tuvieron lugar en toda América Latina protestas violentas contra las medidas de austeridad y la desigualdad de ingresos, como la crisis poselectoral en Honduras de 2017-2018, las protestas en Chile de 2019-2020, las protestas en Ecuador de 2019, las protestas de Colombia de 2019-2020 y de 2021, las protestas de Haití de 2019, las protestas de Honduras de 2019, las protestas de Perú de 2020, las protestas en Guatemala de 2020 y las protestas de Ecuador de 2022.
Esta tendencia continuó a lo largo de 2021 y 2022, cuando varios líderes de izquierda ganaron las elecciones en América Latina. En las elecciones generales peruanas de 2021, Perú eligió al inconformista líder sindical campesino Pedro Castillo con una plataforma socialista, derrotando a sus rivales de derecha. En las elecciones generales hondureñas de 2021 celebradas en noviembre, la izquierdista Xiomara Castro fue elegida presidenta de Honduras y semanas después el izquierdista Gabriel Boric ganó las elecciones presidenciales chilenas de 2021 para convertirse en el nuevo presidente de Chile. Las elecciones presidenciales colombianas de 2022 fueron ganadas por el izquierdista Gustavo Petro, lo que lo convirtió en el primer presidente de izquierda de Colombia en los 212 años de historia del país. Lula hizo lo mismo en octubre de 2022 al regresar al poder después de vencer por poco al entonces presidente Jair Bolsonaro. En 2023, Guatemala eligió al centroizquierdista Bernardo Arévalo como su presidente. En 2024, Claudia Sheinbaum ganó la presidencia mexicana de manera aplastante, lo que significo una continuación del gobierno de izquierda de Morena, y la victoria de Yamandú Orsi en Uruguay marcó un regreso al poder para el Frente Amplio.

### Posible "declive": desde mediados de 2022
Desde mediados de 2022, algunos comentaristas políticos han sugerido que la segunda marea rosa en América Latina puede estar declive, citando la impopularidad de Boric en el plebiscito constitucional de 2022, la destitución de Pedro Castillo en Perú y el desplazamiento de muchos líderes electos hacia el centro político.
Si bien este resurgimiento de la marea rosa pareció evidente, este nuevo ciclo muestra dificultades para consolidarse como movimiento regional, estando lejos de la estabilidad y el alcance geográfico del primer ciclo de gobiernos de izquierda durante la primera década del siglo XXI. Entre los eventos que constatan esta dificultad se encuentran:
- la coalición Sigamos Haciendo Historia arrasó en las elecciones de 2024, ganando la presidencia por más de 30 puntos de diferencia y la mayoría calificada en la Cámara de Diputados, además de la jefatura de Gobierno, la mayoría calificada en el Congreso local y 11 de 16 alcaldías en la capital.
- La derrota de la propuesta de nueva constitución en el plebiscito chileno de septiembre de 2022, que fue seguida por la elección de un nuevo Consejo Constitucional con mayoría de representantes de la oposición derechista (Partido Republicano y Chile Seguro). Sin embargo, la pérdida de la confianza de la ciudadanía en el proceso, el desastre de las grandes promesas de un cambio constitucional y la crisis de seguridad y económica provocaron que en el plebiscito del 2023 votaran la opción «En contra» (respaldada por coaliciones principalmente de Socialismo Democrático y del Frente Amplio), por lo que la constitución política del 1980 permanece vigente hasta el momento.
- El fracaso del intento de autogolpe de Pedro Castillo en el Perú que fue seguido por la destitución del mismo mandatario el 7 de diciembre del 2022.
- El escándalo político chileno suscitado en 2023 que involucró al financiamiento de ONG privadas con fondos públicos. En él se implica a miembros del gobierno de Gabriel Boric.
- La evidente pérdida de apoyo popular del gobierno de Alberto Fernández por la alta inflación en su gobierno, sumado a escándalos como la celebración de un cumpleaños en la residencia presidencial durante la cuarentena por COVID-19 o el vacunatorio VIP, seguido del holgado triunfo de Javier Milei en la segunda vuelta en las elecciones presidenciales de Argentina de 2023, derrotando al candidato peronista Sergio Massa.
- Las tensiones de tendencias políticas del MAS entre el expresidente Evo Morales y el mandatario en funciones Luis Arce, a tal punto que el partido oficialista expulsó de sus filas a Arce y había confirmado en un principio a Morales como candidato para las elecciones presidenciales bolivianas de 2025. Sin embargo, las consecuencias resarcidas tras la intentona golpista sumado a la crisis económica y de combustibles, hizo que la popularidad del presidente se deteriorara, por lo que declinó su candidatura y Evo Morales quedó inhabilitado para las elecciones de 2025 donde es investigado por estupro agravado con trata de personas.
- La elección del conservador Santiago Peña en las elecciones generales de Paraguay de 2023.
- La muerte cruzada decretada por el presidente Guillermo Lasso y la posterior derrota de la candidata correísta Luisa González en las elecciones presidenciales ecuatorianas de octubre de 2023 frente al candidato de derecha Daniel Noboa.
- La derrota del oficialismo en las elecciones regionales de Colombia de octubre de 2023.
- La cuestionada reelección de Nicolás Maduro en Venezuela, provocando acusaciones de fraude electoral y el aumento del aislamiento internacional hacia Venezuela.
- La derrota de la candidata correísta Luisa González y la reelección del presidente Daniel Noboa en las elecciones presidenciales de Ecuador de 2025.

Estos problemas, algunos como consecuencia de la pandemia de COVID-19 y de la guerra en Ucrania, ha incidido en la dificultad para atender las demandas ciudadanas y condujeron a una serie de crisis durante los últimos años, por lo que ha llevado a estos gobiernos en parte, a sufrir una mayor fragilidad política.

## Economía y desarrollo social
Los gobiernos de la «marea rosa» tenían como objetivo mejorar el bienestar de la población. Con este objetivo, impulsaron medidas destinadas a aumentar los ingresos —por ejemplo incrementando los salarios mínimos— y suavizar los efectos de las políticas económicas liberales mediante la expansión del gasto social, materializado a través de subsidios a los servicios básicos, transferencias de efectivo a grupos vulnerables como desempleados, madres desempleadas o trabajadores precarizados.
Algunos de los resultados iniciales después de la elección de los primeros gobiernos de la «marea rosa» en América Latina incluyeron una reducción en la brecha de ingresos, desempleo, pobreza extrema, desnutrición y hambre y un rápido aumento de la alfabetización. La mejora de estos indicadores durante el mismo período de tiempo ocurrió más rápido que en períodos de gobiernos que no pertenecen a la «marea rosa». Países como Ecuador, El Salvador, Nicaragua y Costa Rica experimentaron un notable crecimiento económico durante este período, mientras que Bolivia y El Salvador registraron una notable reducción de la pobreza según el Banco Mundial.
Se produjeron dificultades económicas en países como Argentina, Brasil y Venezuela debido a la caída de los precios del petróleo y las materias primas. En cuanto a la situación económica, el presidente de Diálogo Interamericano, Michael Shifter, manifestó: «El deshielo cubano ocurrió con Cuba acercándose a Estados Unidos cuando el principal socio internacional de Cuba, Venezuela, comenzaba a experimentar dificultades económicas».

### Argentina
En Argentina, los gobiernos de Néstor Kirchner y Cristina Fernández de Kirchner restablecieron la negociación colectiva sectorial, fortaleciendo los sindicatos: la sindicalización aumentó del 20% de la fuerza laboral en la década de 1990 al 30% en la década de 2010, y los salarios aumentaron para una proporción cada vez mayor de los trabajadores. La Asignación Universal por Hijo, un programa de transferencias monetarias condicionadas, se introdujo en 2009 para las familias sin empleo formal y con ingresos inferiores al salario mínimo; que aseguraran que sus hijos asistían regularmente a la escuela, recibían vacunas según el calendario establecido y se sometía a controles médicos periódicos: en 2013 cubría más de dos millones de familias pobres, y para 2015 cubría al 29% de todos los niños argentinos. Un análisis de 2015 realizado por el personal del Consejo Nacional de Investigaciones Científicas y Técnicas de Argentina estimó que el programa había aumentado la asistencia a la escuela de los niños de entre 15 y 17 años en un 3,9%.
Los Kirchner también aumentaron significativamente el gasto social: cuando Fernández de Kirchner dejó el cargo en 2015, Argentina tenía el segundo nivel más alto de gasto social como porcentaje del PIB en América Latina, solo detrás de Chile. Sus administraciones también lograron una caída de 20 puntos porcentuales en la proporción de la población que vive con tres dólares estadounidenses al día o menos. Como resultado, Argentina también se convirtió en uno de los países más equitativos de la región según su coeficiente de Gini. Sin embargo en 2011 inicio una desaceleración económica y en desde 2014 la economía Argentina entró en recesión.

### Bolivia
El gobierno de Evo Morales fue elogiado internacionalmente por su reducción de la pobreza, el crecimiento económico y la mejora de los derechos indígenas, de las mujeres y de las personas LGBTI. Varios de estos avances quedaron avalados por la Constitución de Bolivia de 2009. Durante sus primeros cinco años en el cargo, el coeficiente de Gini de Bolivia experimentó una reducción inusualmente aguda de 0,6 % a 0,47 %, lo que indica una caída significativa en la desigualdad.

### Brasil
Antes de la elección de Lula, Brasil padecía una de las tasas de pobreza más altas de las Américas, con favelas infames conocidas internacionalmente por sus niveles de pobreza extrema, desnutrición y problemas de salud. La pobreza extrema también era un problema en las zonas rurales. Durante la presidencia de Lula, varios programas sociales como Hambre Cero (Fome Zero) fueron elogiados internacionalmente por reducir el hambre, la pobreza y la desigualdad en Brasil; al mismo tiempo que mejoraban la salud y la educación de la población. Alrededor de 29 millones de personas se convirtieron en clase media durante los ocho años de mandato de Lula. Durante el gobierno de Lula, Brasil se convirtió en una potencia económica y miembro de los BRICS. Lula terminó su mandato con un índice de aprobación del 80%. Sin embargo durante el mandato de su Dilma Rousseff inicio la Crisis económica en Brasil de 2014.

### Ecuador
Rafael Correa fue elegido presidente de Ecuador en las elecciones presidenciales de 2006 luego de la dura crisis económica y la agitación social que provocaron la renuncia de Lucio Gutiérrez como presidente. Correa, un católico practicante influenciado por la teología de la liberación, fue pragmático en su enfoque económico de manera similar a Evo Morales en Bolivia y Ecuador pronto experimentó un crecimiento económico sin precedentes que reforzó la popularidad de Correa hasta el punto de que fue el presidente más popular de las Américas durante varios años seguidos, con una tasa de aprobación de entre el 60 y el 85%. Durante su gestión impulsó una serie de políticas destinadas a disminuir la pobreza y la desigualdad, fortaleciendo programas ya existentes como el Bono de desarrollo humano e incrementando el salario real. En 2016 inicio una recesión económica en Ecuador.

### Paraguay
El gobierno de Fernando Lugo en Paraguay fue elogiado por sus reformas sociales, incluidas las inversiones en viviendas de interés social, la introducción de atención gratuita en hospitales públicos, las transferencias de efectivo para los ciudadanos más empobrecidos de Paraguay, y otras medidas tendientes a beneficiar a los sectores de menores recursos, como la merienda para todos los niños de las escuelas y la distribución de material escolar.

### Venezuela
Durante los gobiernos de Hugo Chávez, se produjo un marcado incremento del gasto social, especialmente en los aspectos vinculados a la seguridad social, destinado básicamente a los sectores que habían quedado relegados. En Venezuela, además de incrementar el gasto en bienestar social, vivienda e infraestructura local, Chávez estableció las misiones bolivarianas, programas descentralizados que entregaban servicios gratuitos en áreas como salud y educación, así como distribución de alimentos subsidiados. Durante su gobierno Venezuela sufrió una crisis financiera en 2009, un periodo de recesión económica de 2019-2010 y una crisis energética desde 2009, todo esto terminó estallando en 2013 con el inicio de la crisis en Venezuela.

## Recepción
Un informe de fines de 2006 de la agencia de noticias Inter Press Service señaló que «[...] los resultados de las elecciones del año en América Latina parecen haber confirmado una tendencia populista de izquierda y antiestadounidense —la llamada marea rosa— [...]».
En 2014, Albrecht Koschützke y Hajo Lanz, directores de la Fundación Friedrich Ebert para Centroamérica, discutieron la «esperanza de una mayor justicia social y una democracia más participativa» tras la elección de líderes de izquierda, aunque la fundación reconoció que tal elección «todavía no significa un giro a la izquierda», sino que es «el resultado de una aparente pérdida de prestigio de los partidos de derecha que tradicionalmente han gobernado».

## Gobiernos
Estos gobiernos en general son considerados como de izquierda y centroizquierda y llegaron al poder democráticamente en sus países. Las diferencias entre uno y otro pueden ser notables por lo que no deben ser vistos como gobiernos similares.
Nota: Los presidentes de centroizquierda están marcados con un asterisco (*). Los presidentes que son denominados «progresistas» están marcados con doble asterisco (**) y los de la extrema izquierda con triple asterisco (***).

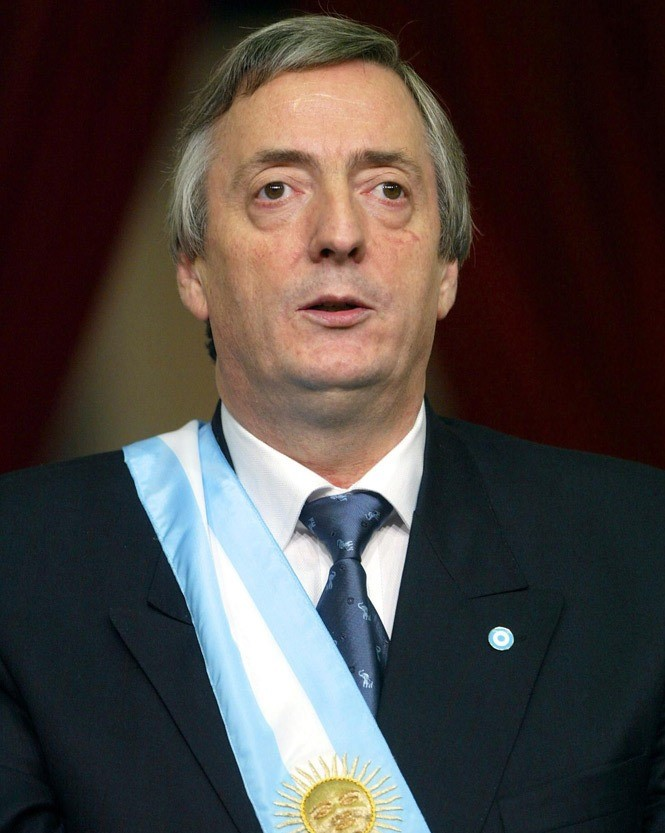
' Néstor Kirchner** 2003-2007
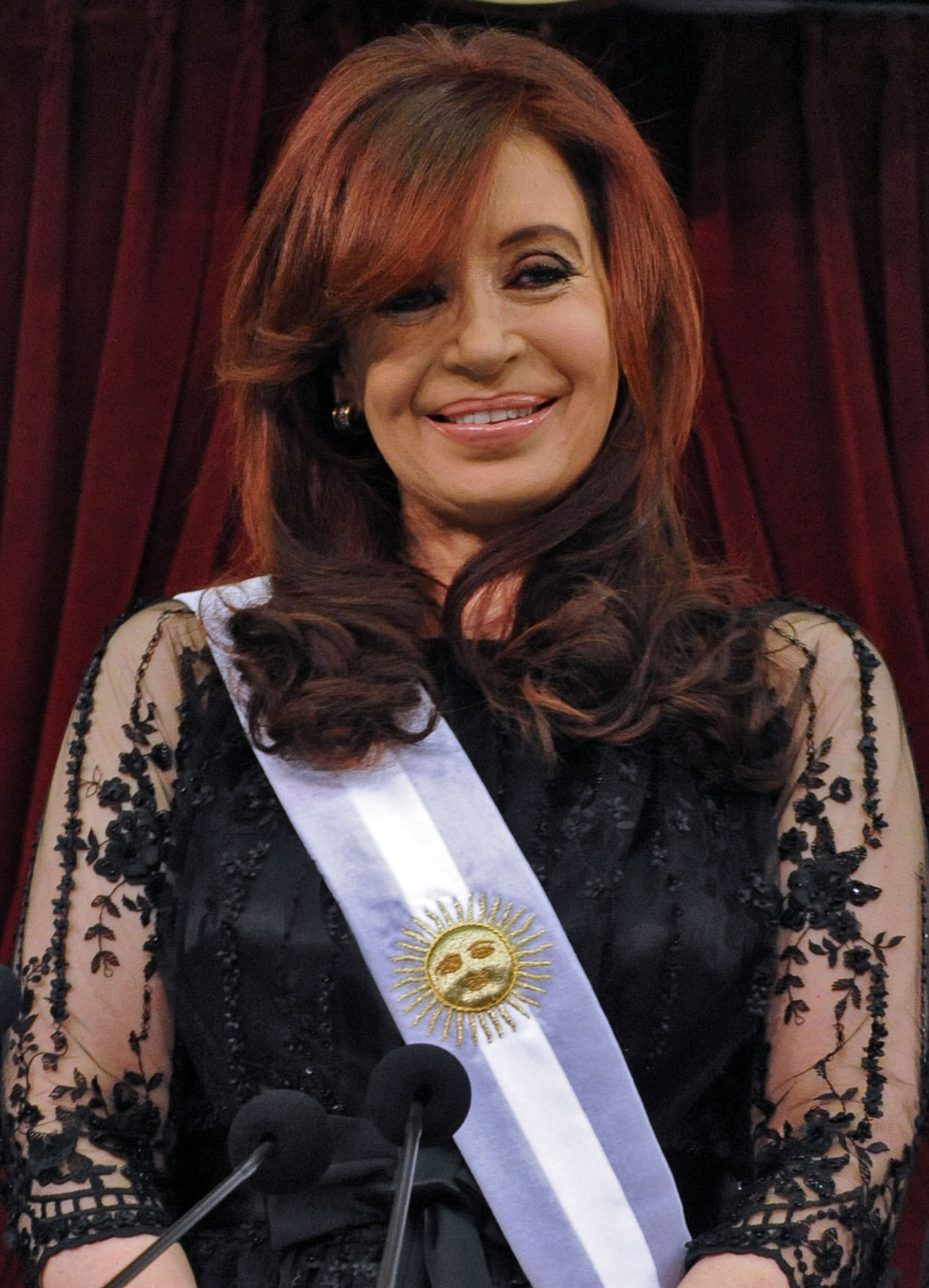
' Cristina Fernández de Kirchner** 2007-2015
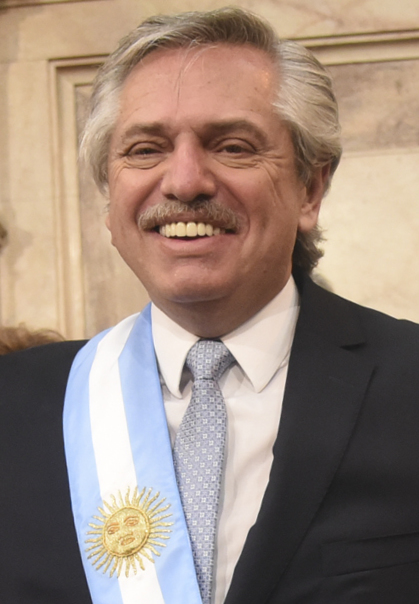
' Alberto Fernández* 2019-2023
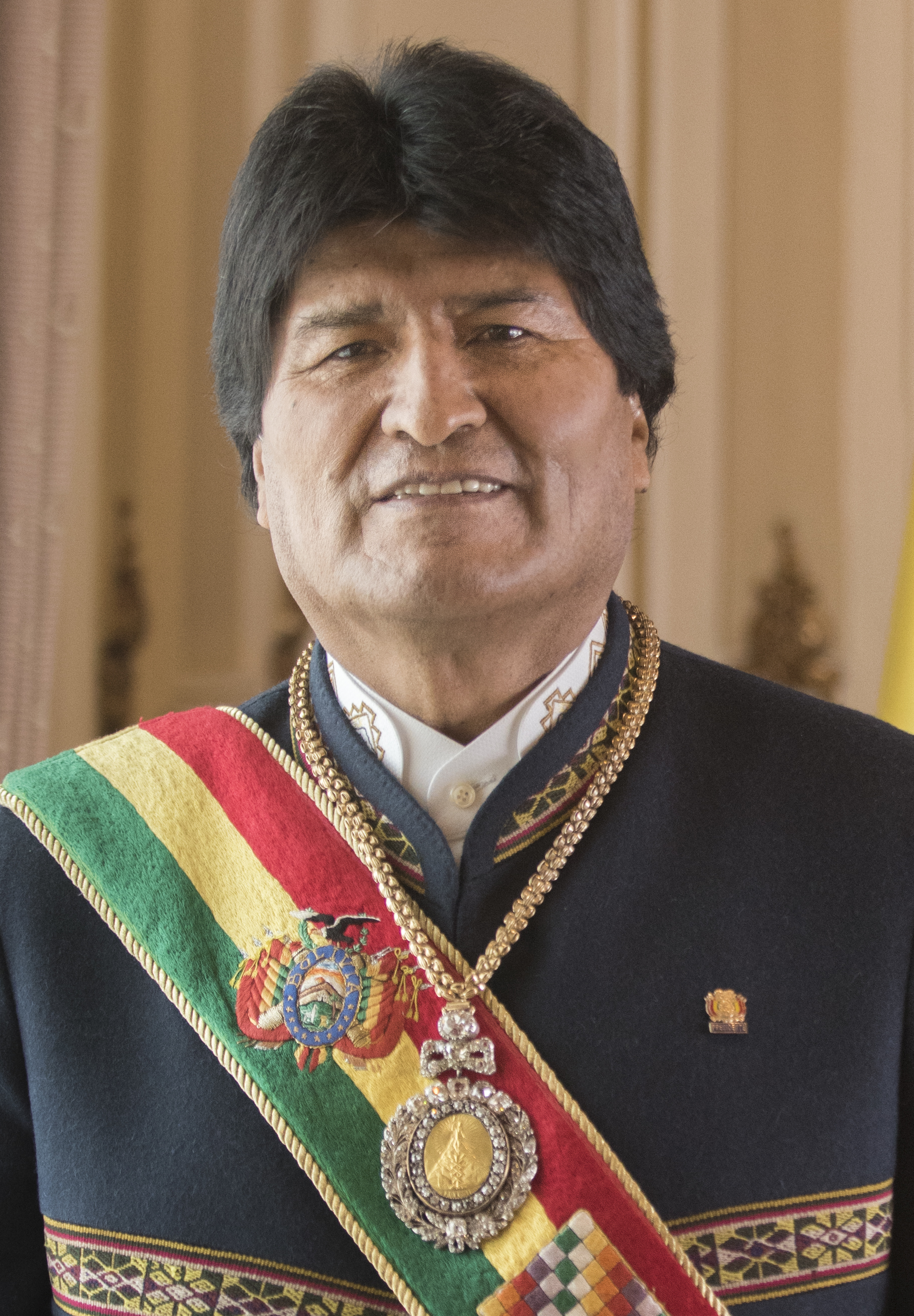
' Evo Morales*** 2006-2019
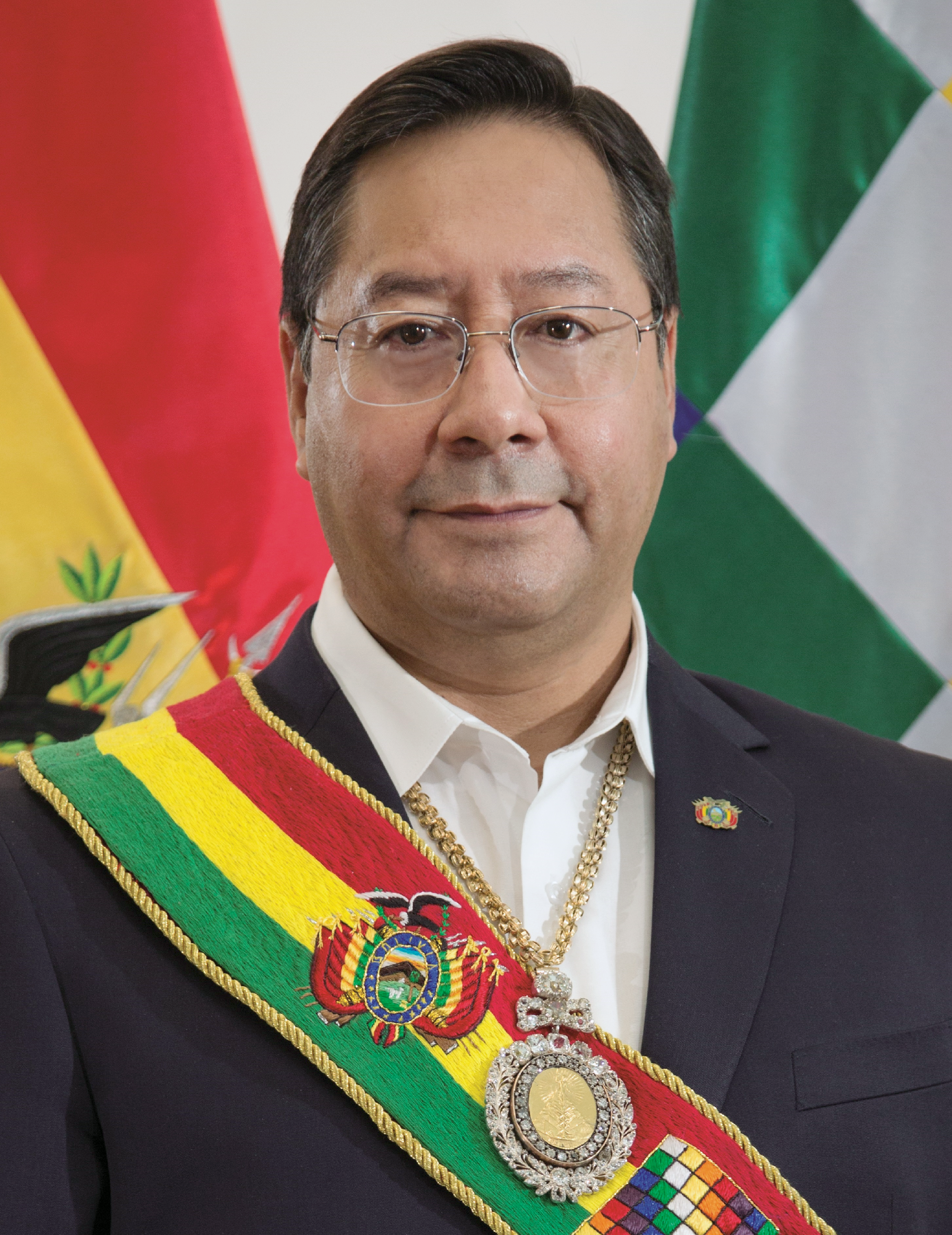
' Luis Arce** 2020-actualidad
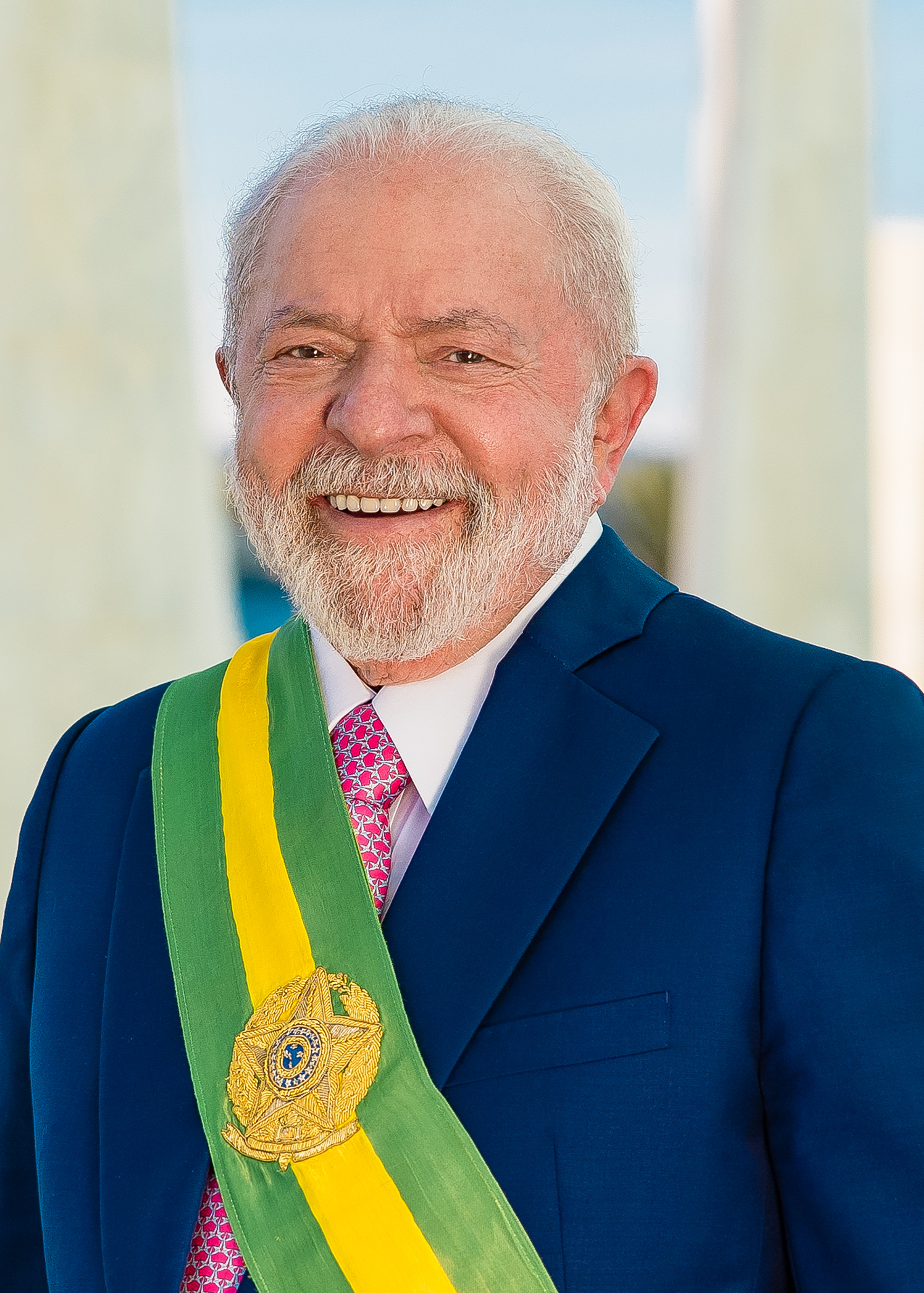
' Luiz Inácio Lula da Silva** 2003-2011 2023-actualidad
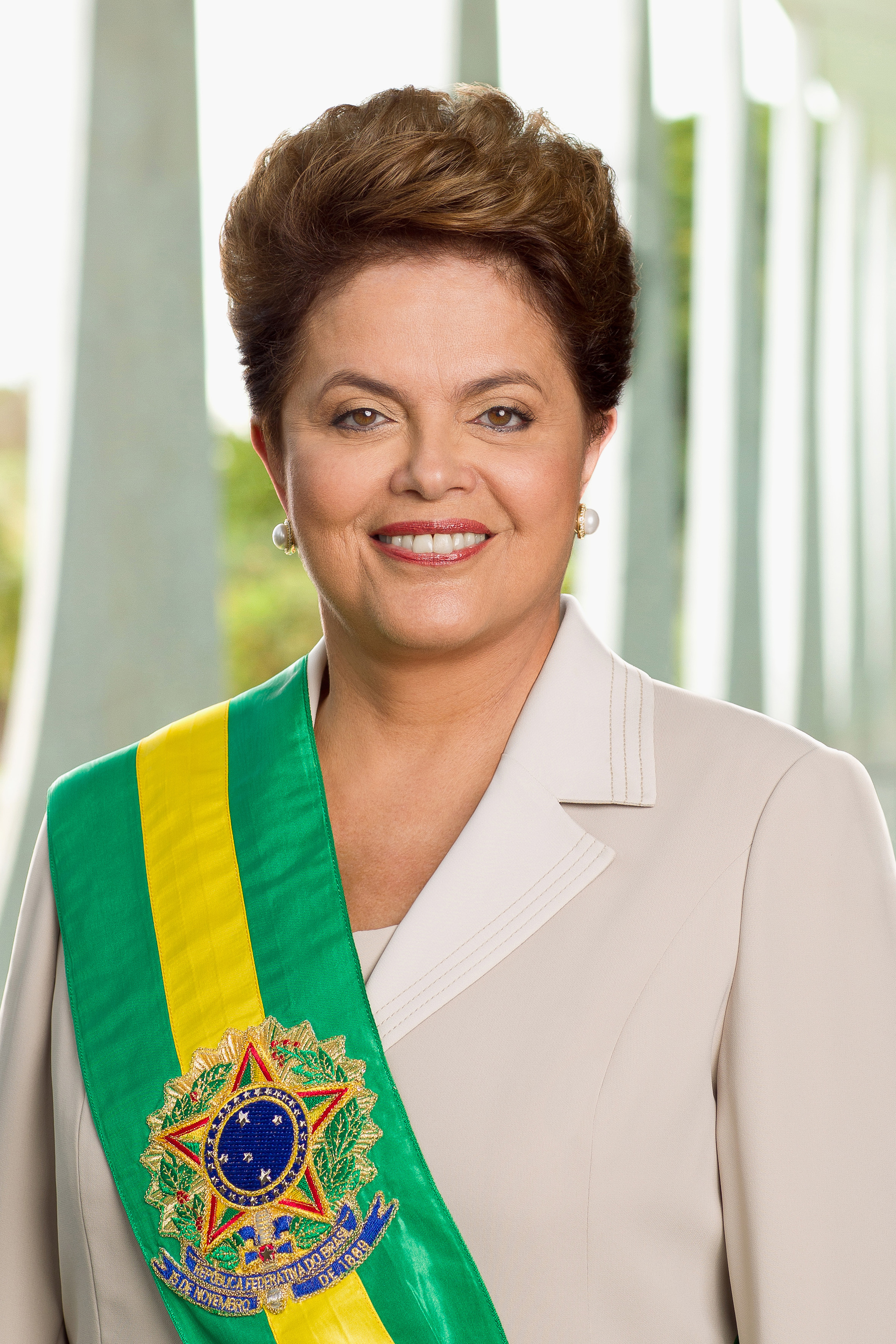
' Dilma Rousseff* 2011-2016
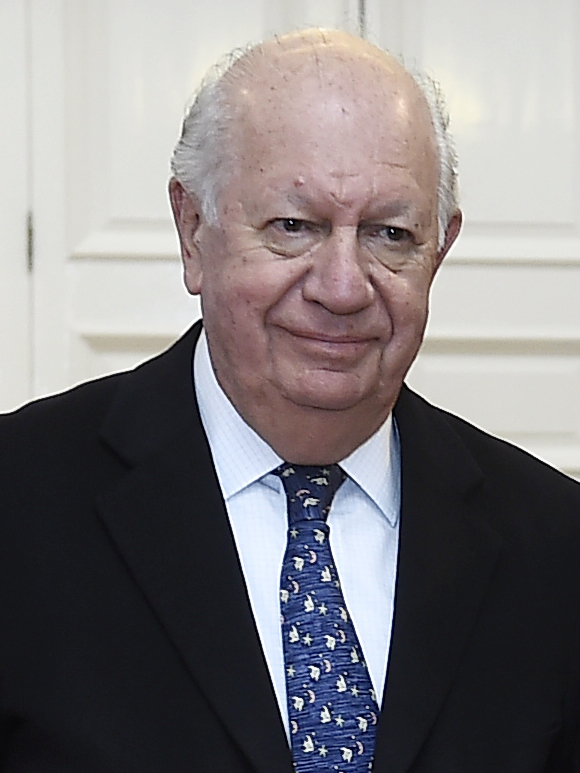
' Ricardo Lagos* 2000-2006
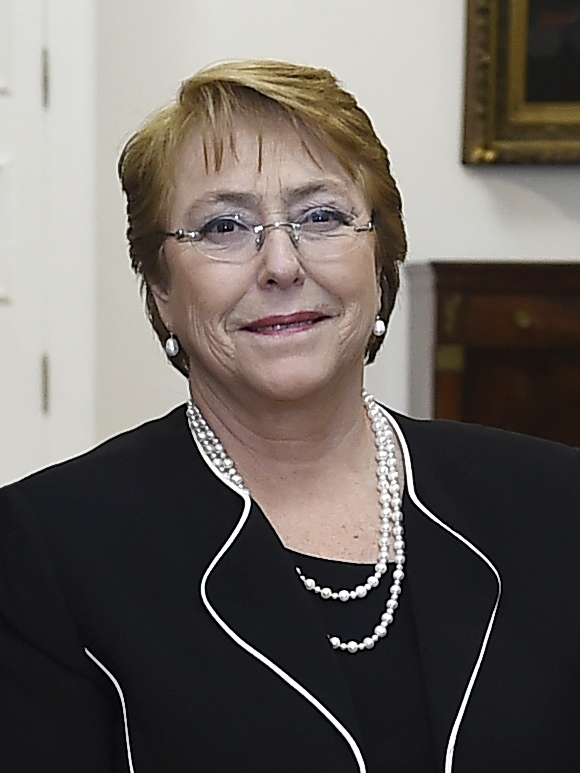
' Michelle Bachelet** 2006-2010 2014-2018
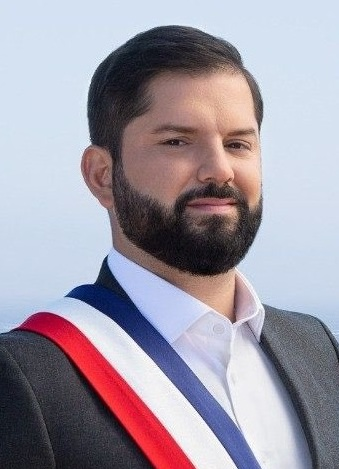
' Gabriel Boric** 2022-actualidad
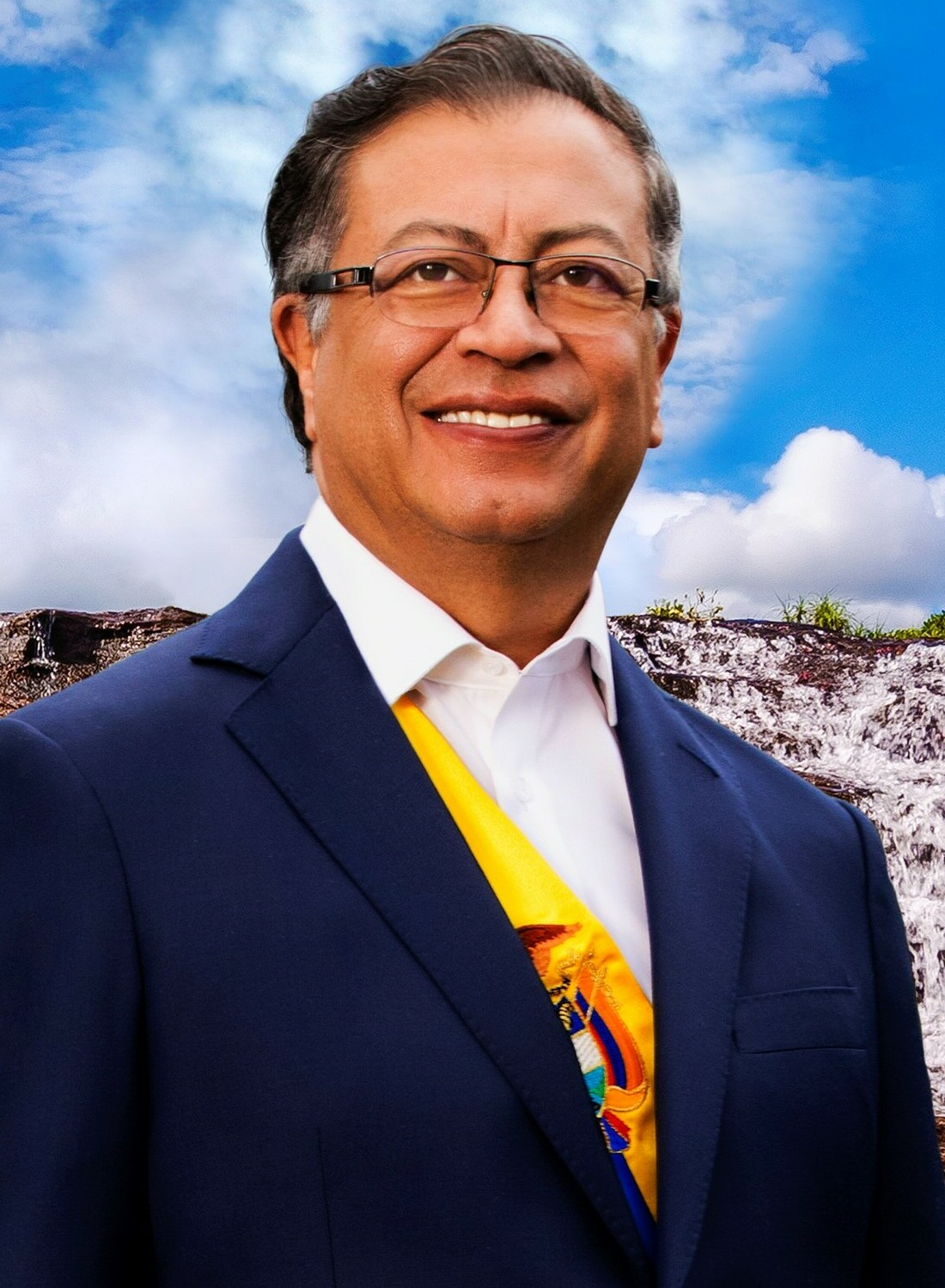
' Gustavo Petro** 2022-actualidad
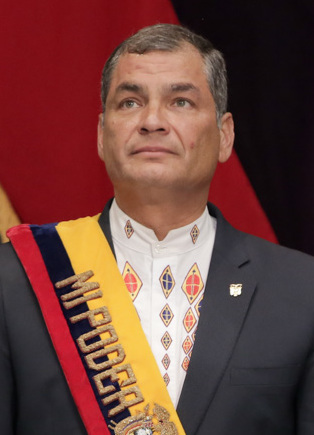
' Rafael Correa** 2006-2017
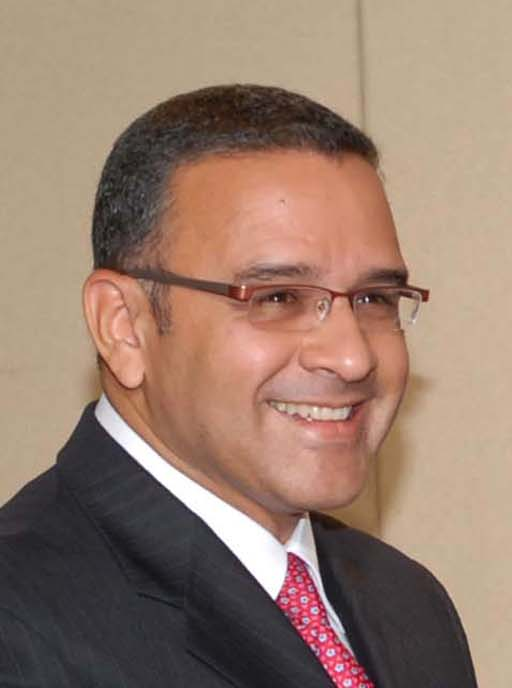
' Mauricio Funes** 2009-2014
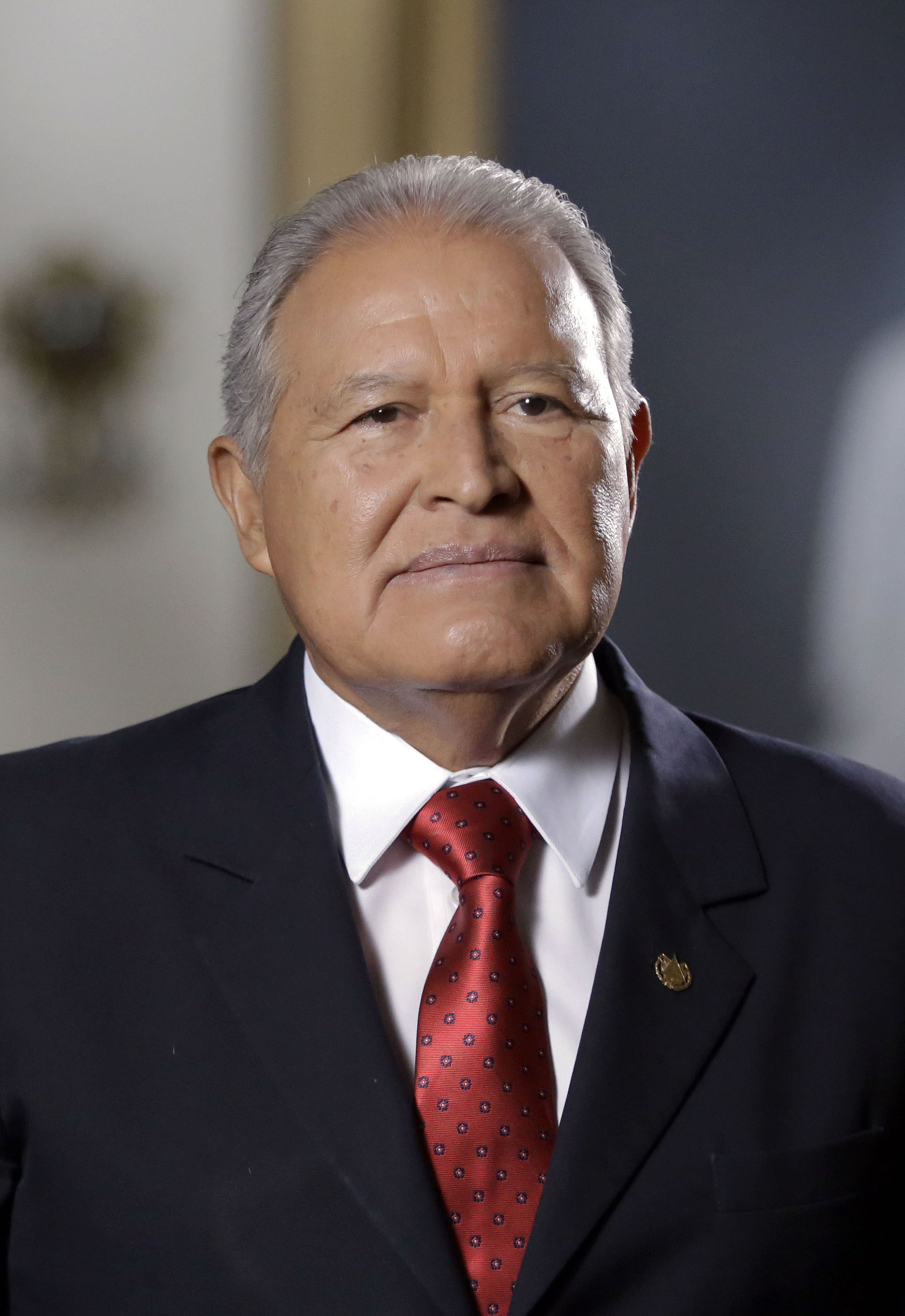
' Salvador Sánchez Cerén** 2014-2019
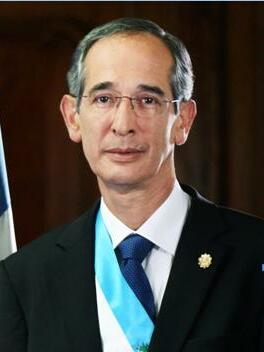
' Álvaro Colom* 2008-2012
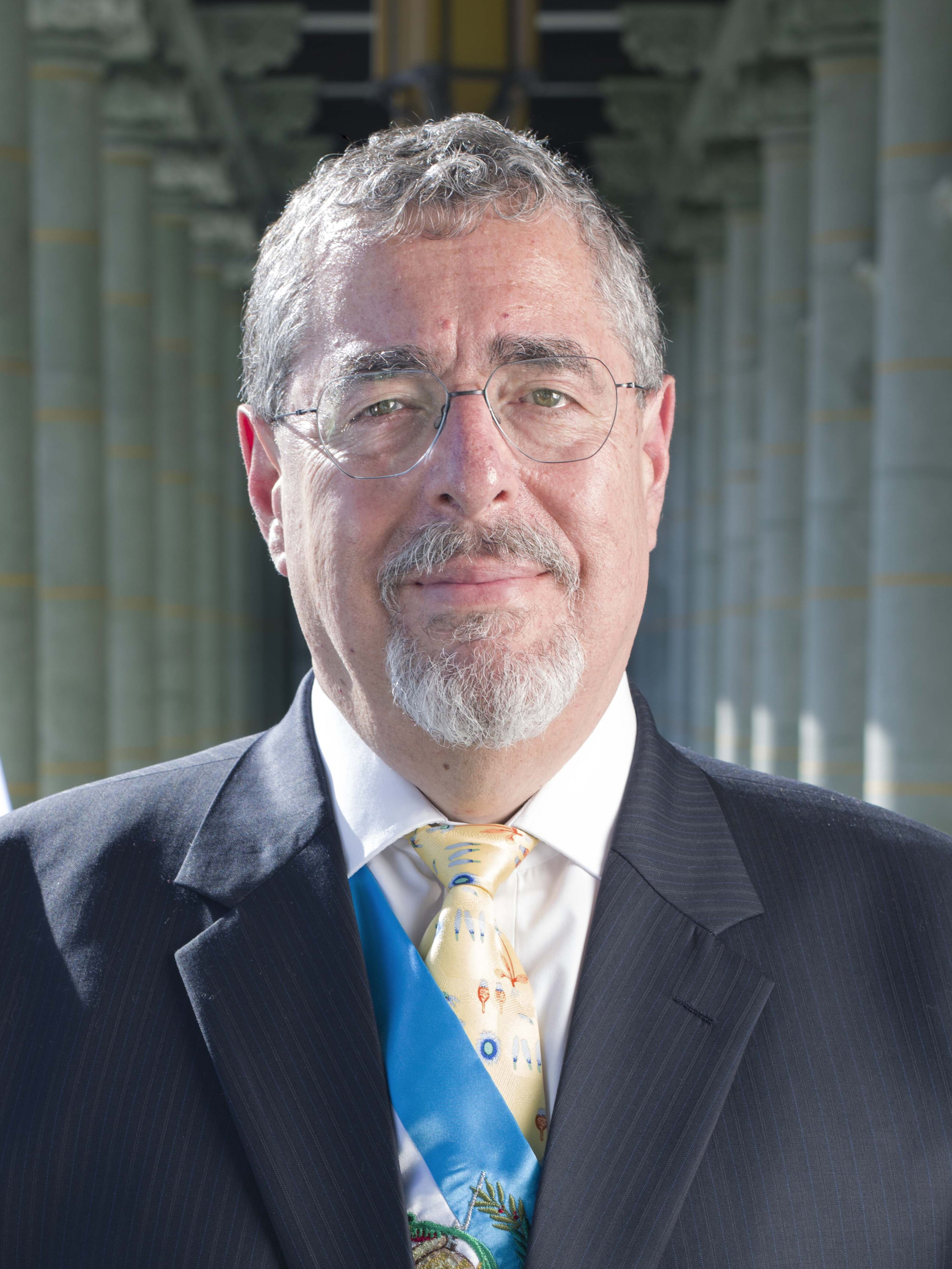
' Bernardo Arévalo* 2024-actualidad
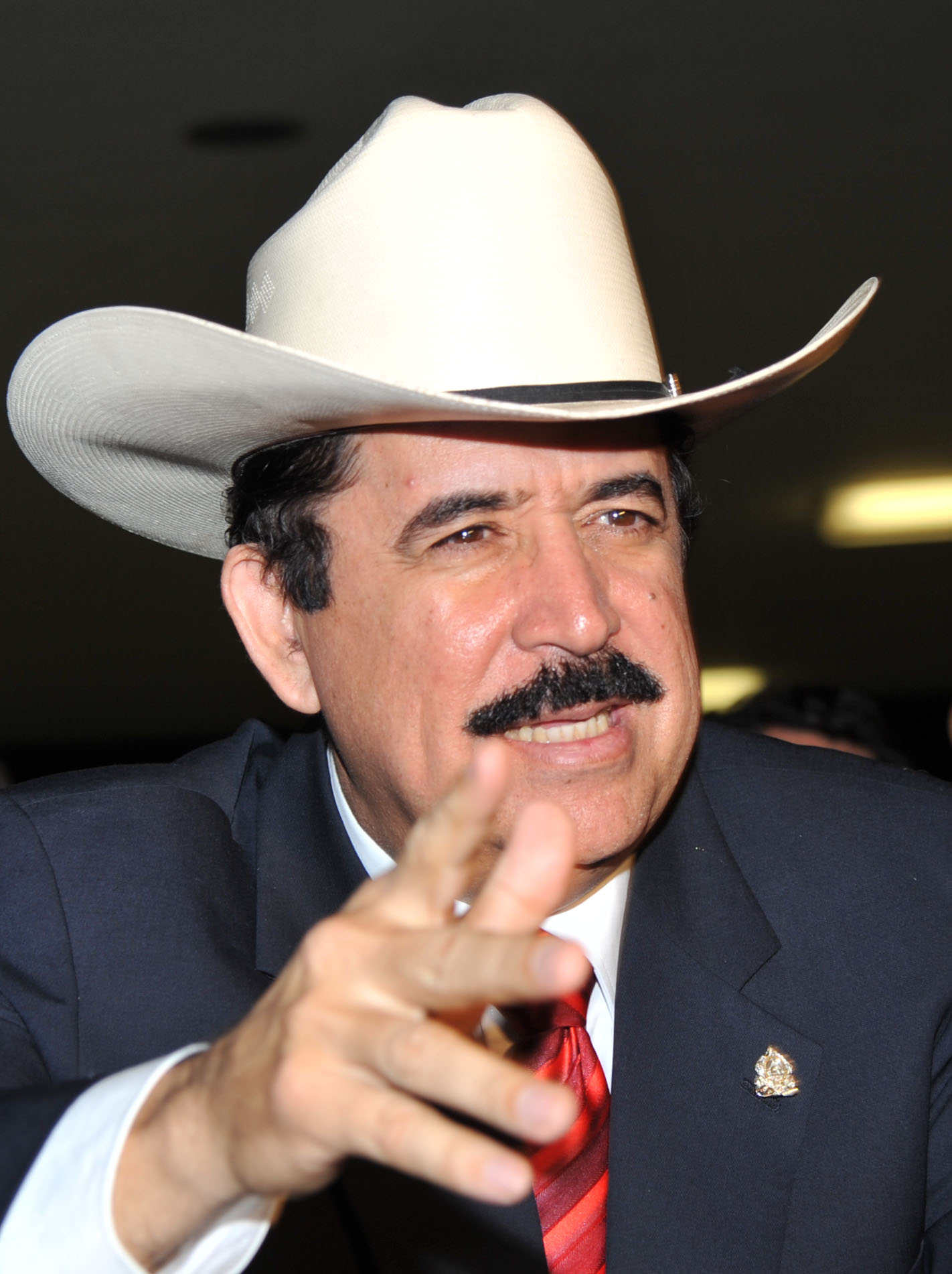
' Manuel Zelaya** 2006-2009
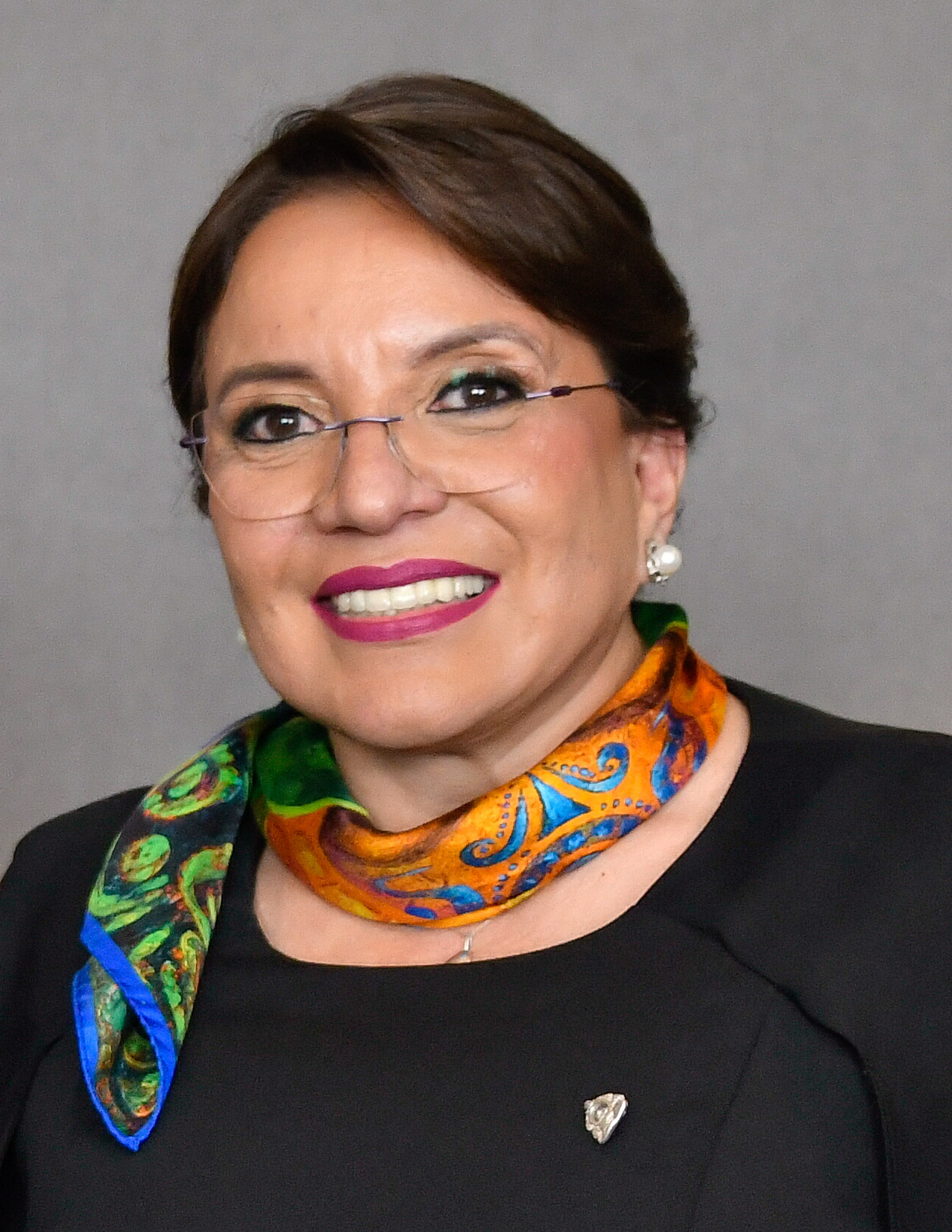
' Xiomara Castro** 2022-actualidad
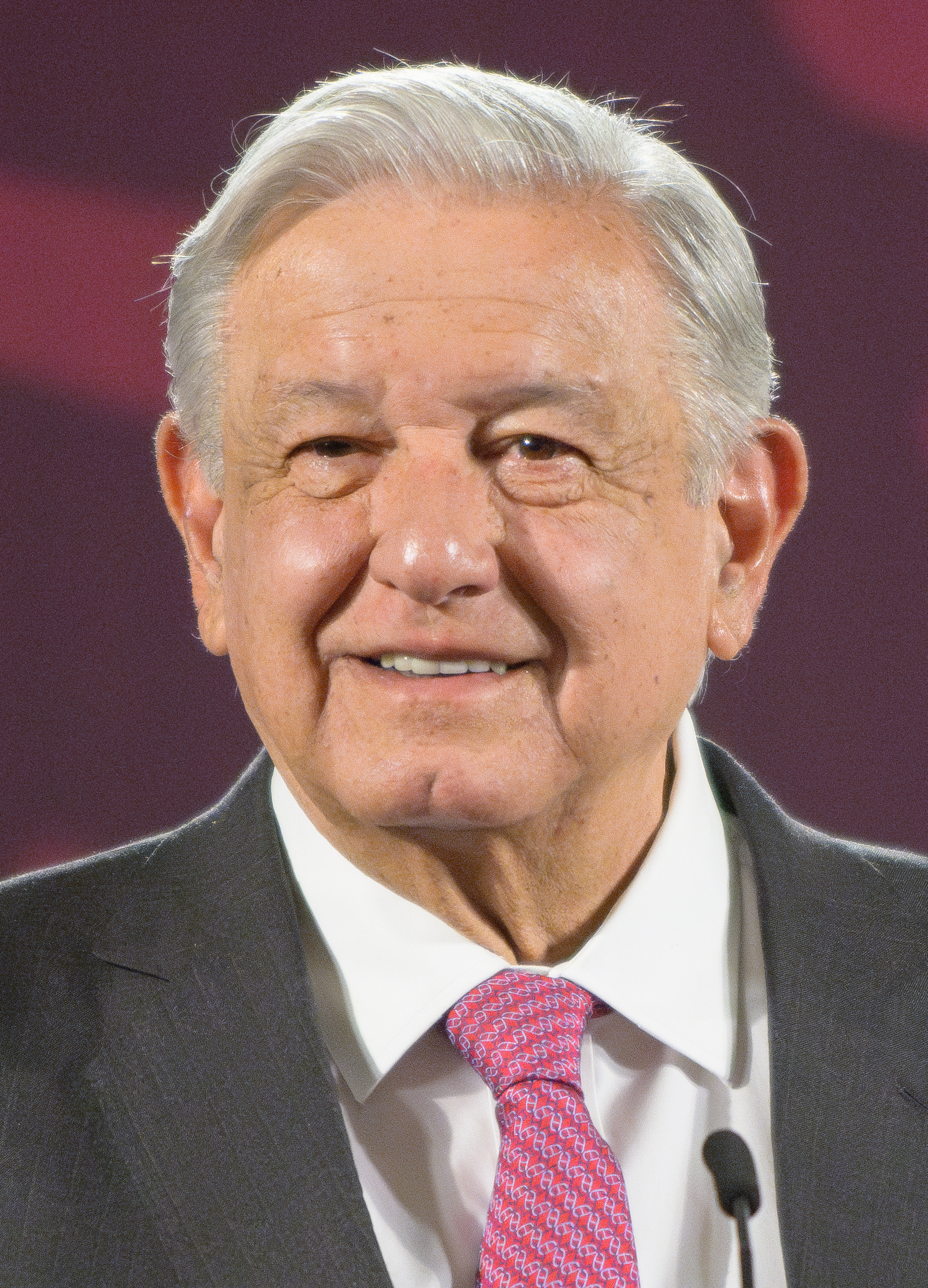
' Andrés Manuel López Obrador** 2018-2024
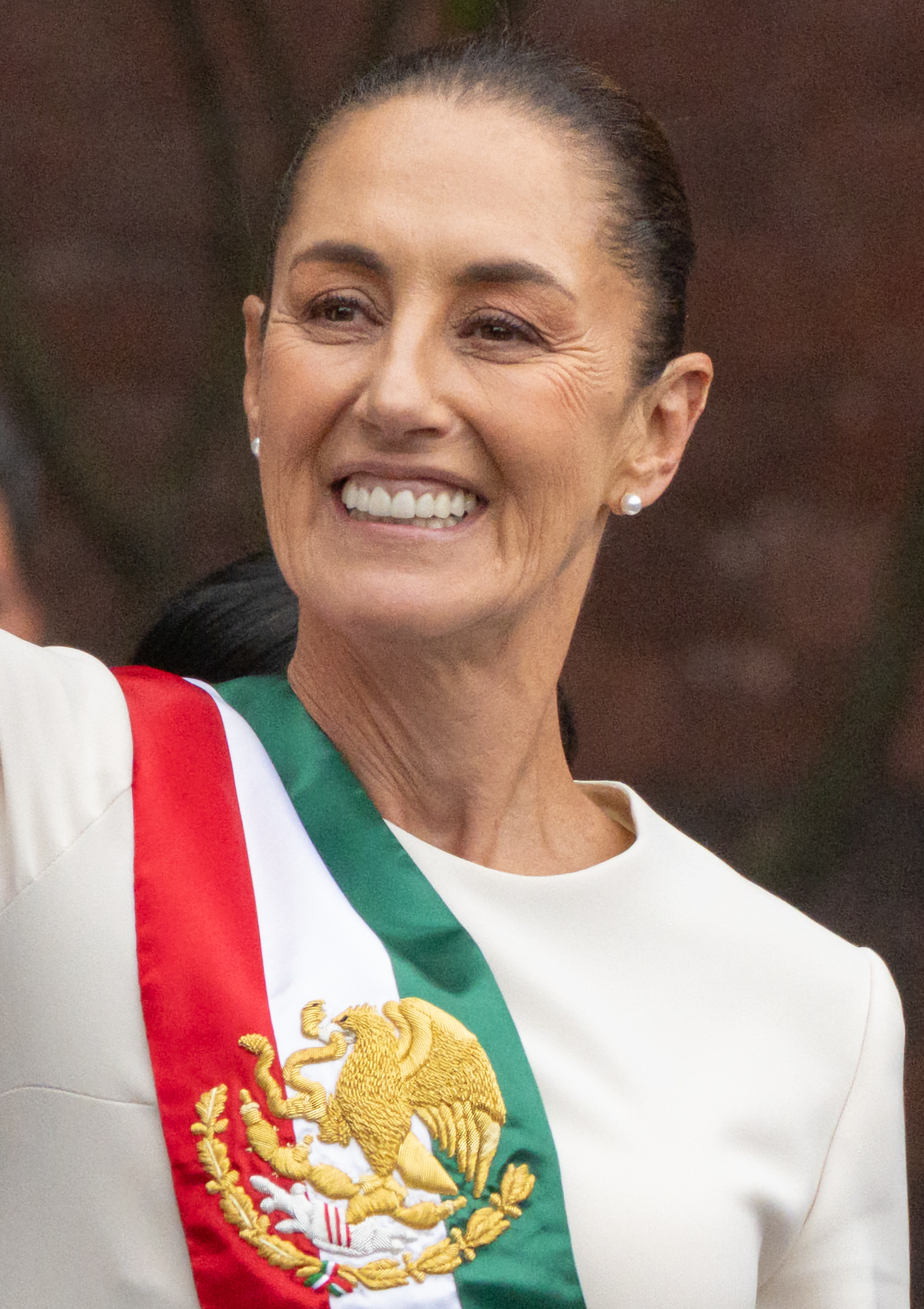
' Claudia Sheinbaum** 2024-actualidad
' Daniel Ortega*** 2007-actualidad
' Rosario Murillo*** 2025-actualidad
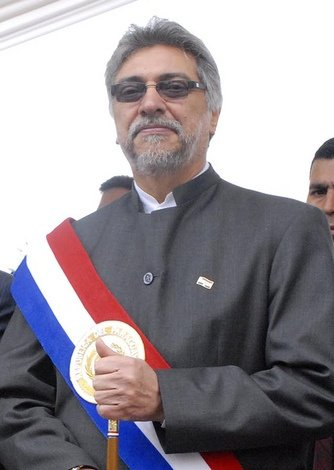
' Fernando Lugo* 2008-2012
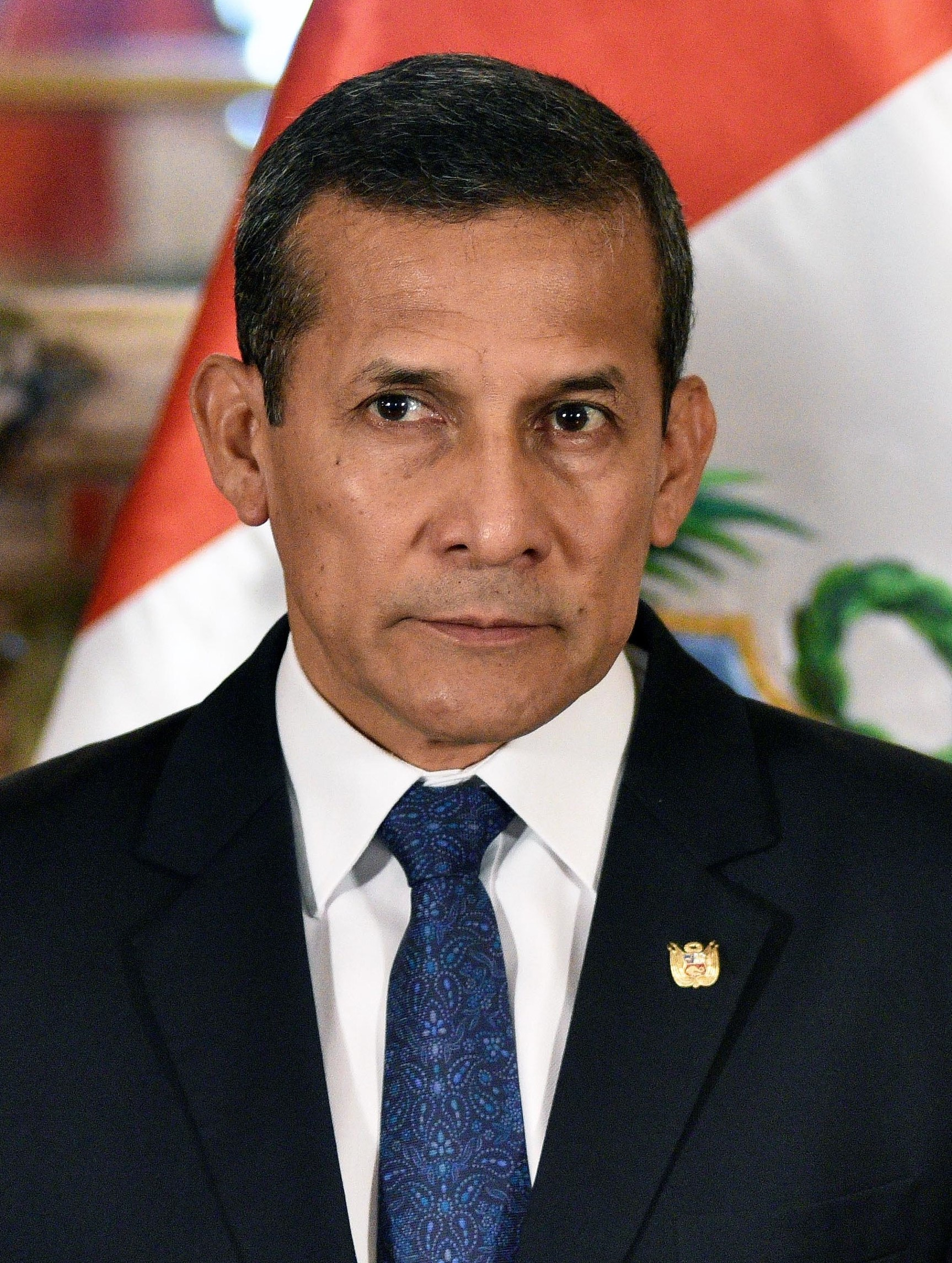
' Ollanta Humala* 2011-2016
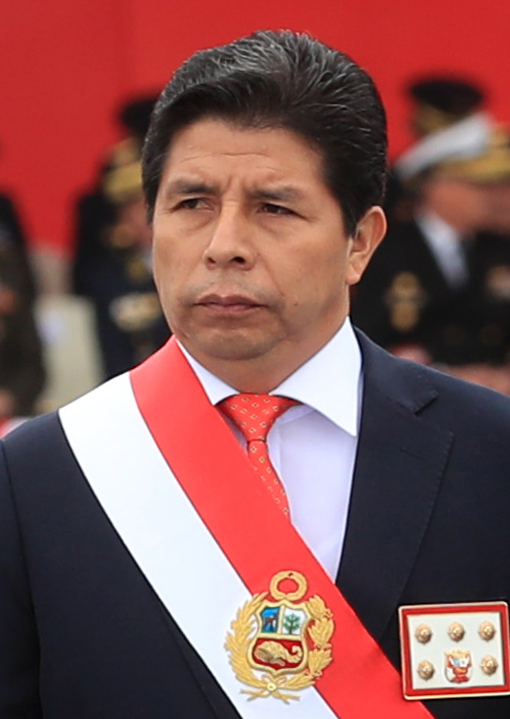
' Pedro Castillo 2021-2022
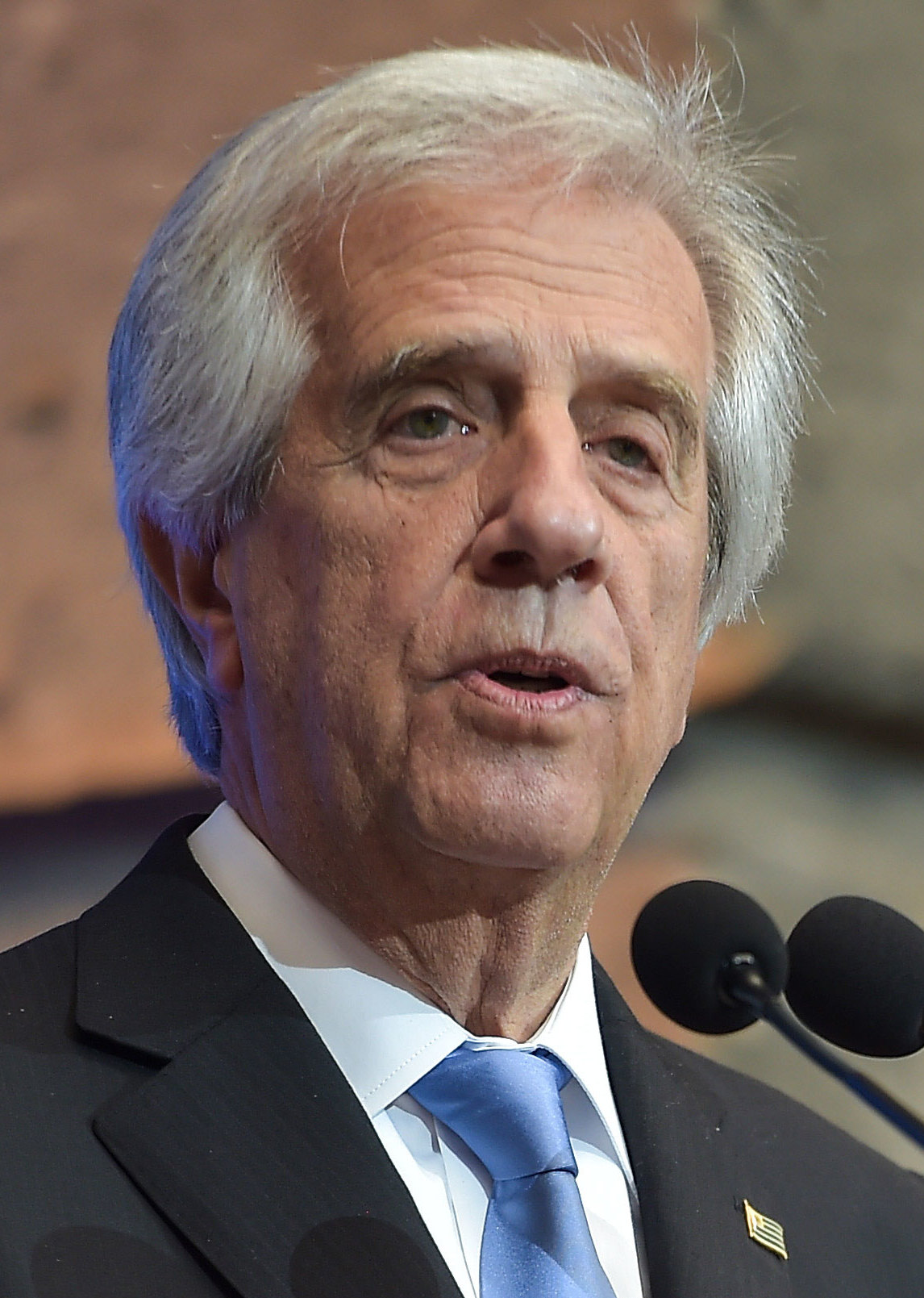
' Tabaré Vázquez* 2005-2010 2015-2020
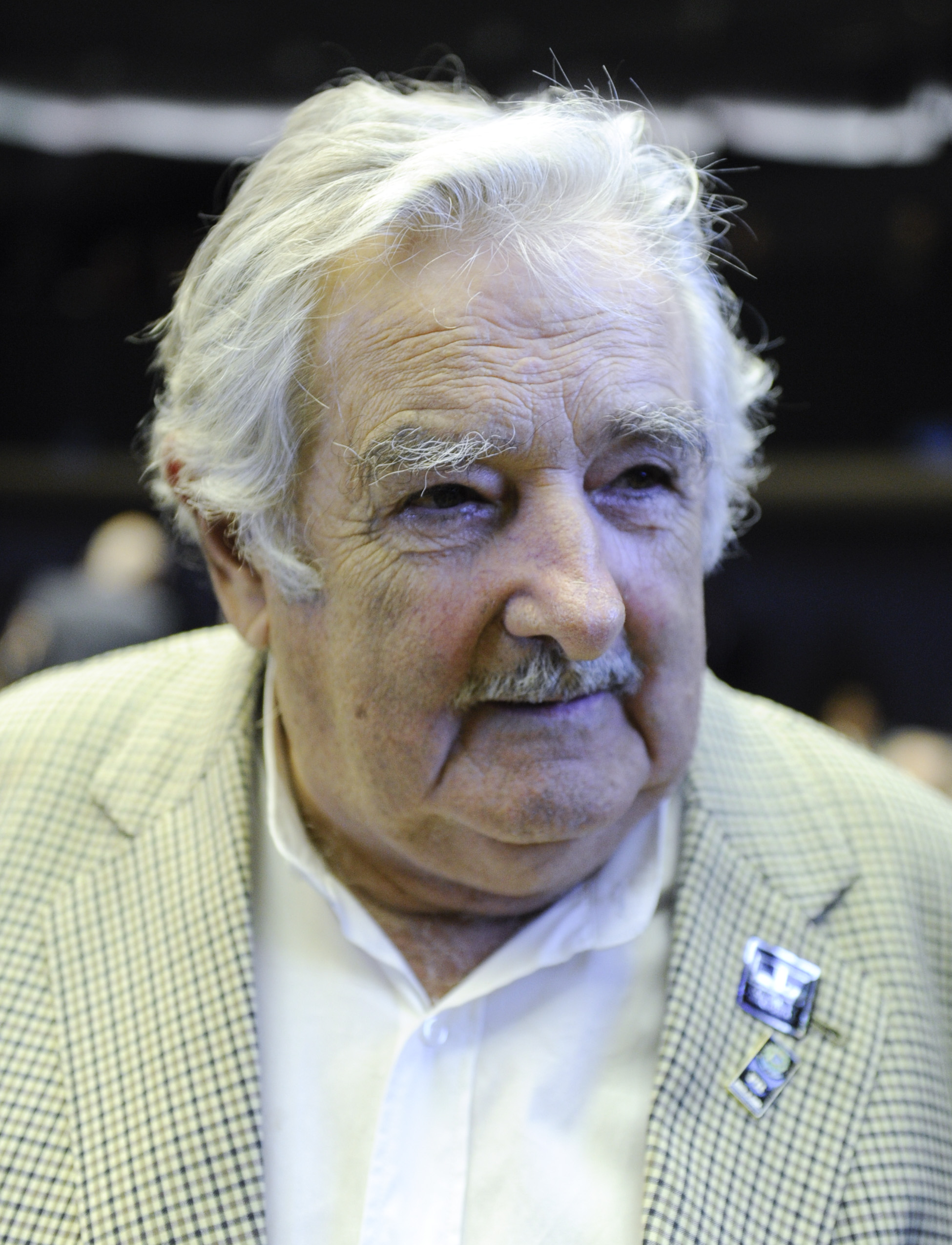
' José Mujica** 2010-2015
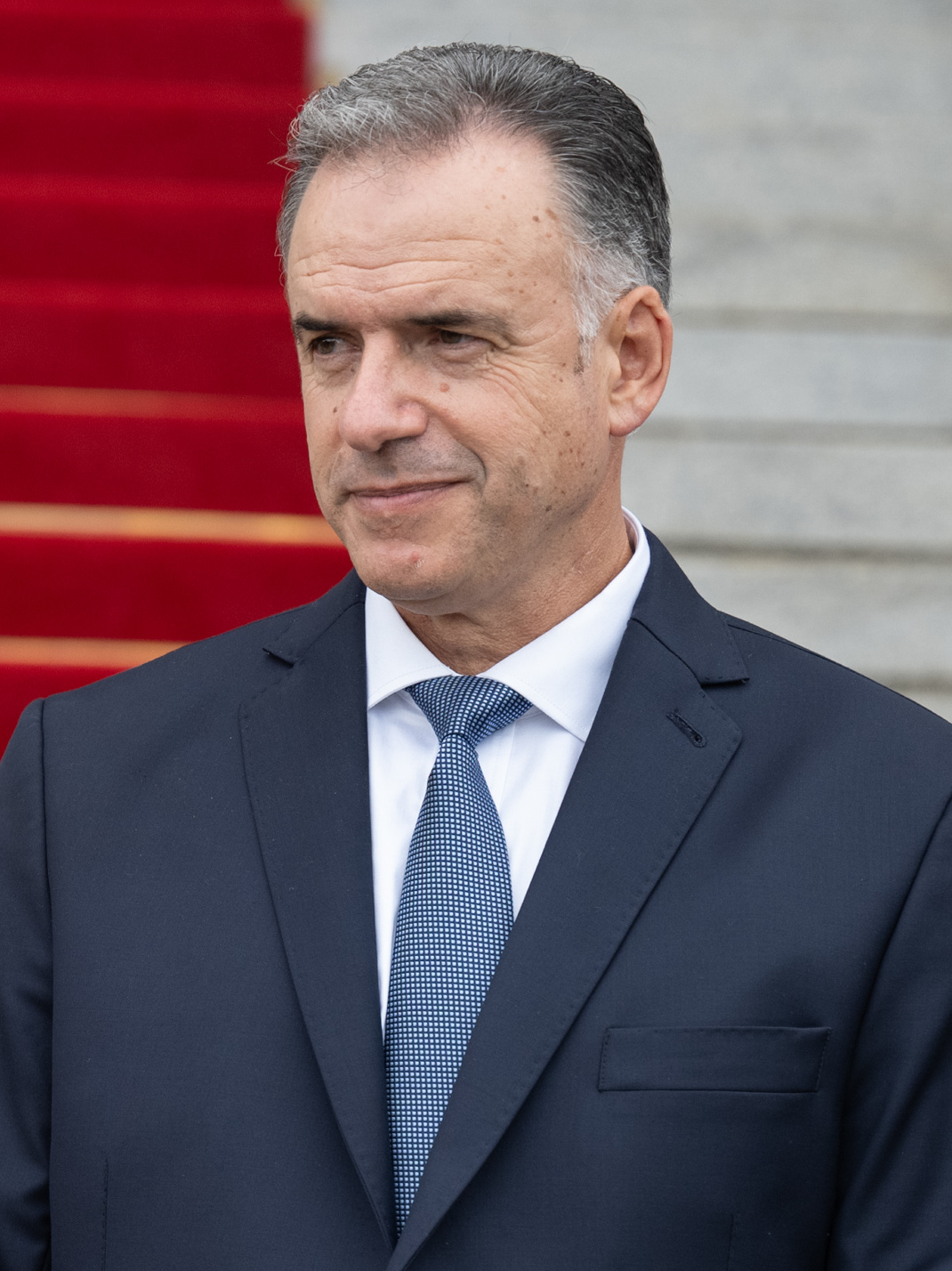
' Yamandú Orsi 2025-actualidad
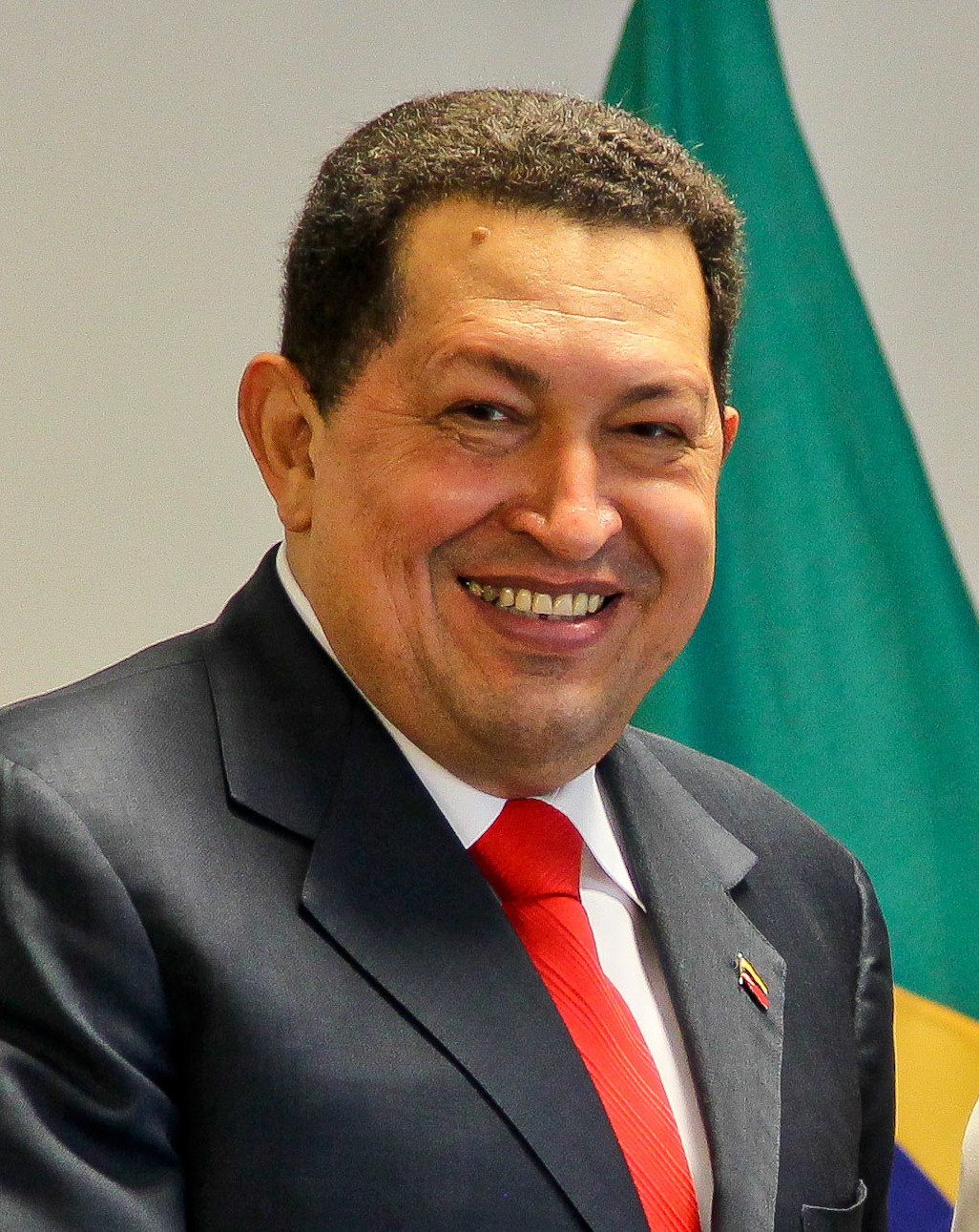
' Hugo Chávez*** 1999-2013
' Nicolás Maduro*** 2013-actualidad

- Argentina
 Néstor Kirchner**
 2003-2007
- Argentina
Cristina Fernández de Kirchner**
 2007-2015
- Argentina
 Alberto Fernández*
 2019-2023
- Bolivia
 Evo Morales***
 2006-2019
- Bolivia
 Luis Arce**
 2020-actualidad
- Brasil
Luiz Inácio Lula da Silva**
2003-2011
2023-actualidad
- Brasil
Dilma Rousseff*
2011-2016
- Chile
Ricardo Lagos*
2000-2006
- Chile
Michelle Bachelet**
2006-2010
2014-2018
- Chile
Gabriel Boric**
2022-actualidad
- Colombia
Gustavo Petro**
2022-actualidad
- Ecuador
Rafael Correa**
2006-2017
- El Salvador
Mauricio Funes**
2009-2014
- El Salvador
Salvador Sánchez Cerén**
2014-2019
- Guatemala
Álvaro Colom*
2008-2012
- Guatemala
Bernardo Arévalo*
2024-actualidad
- Honduras
Manuel Zelaya**
2006-2009
- Honduras
Xiomara Castro**
2022-actualidad
- México
Andrés Manuel López Obrador**
2018-2024
- México
Claudia Sheinbaum**
2024-actualidad
- Nicaragua
Daniel Ortega***
2007-actualidad
- Nicaragua
 Rosario Murillo***
2025-actualidad
- Paraguay
Fernando Lugo*
2008-2012
- Perú
Ollanta Humala*
2011-2016
- Perú
Pedro Castillo
2021-2022
- Uruguay
Tabaré Vázquez*
2005-2010
2015-2020
- Uruguay
José Mujica**
2010-2015
- Uruguay
Yamandú Orsi
2025-actualidad
- Venezuela
Hugo Chávez***
1999-2013
- Venezuela
Nicolás Maduro***
2013-actualidad

### Línea de tiempo
En el gráfico se muestran los periodos en los cuales políticos de izquierda gobernaron un país en particular, empezando en 1999 con Hugo Chávez.